# 알리제

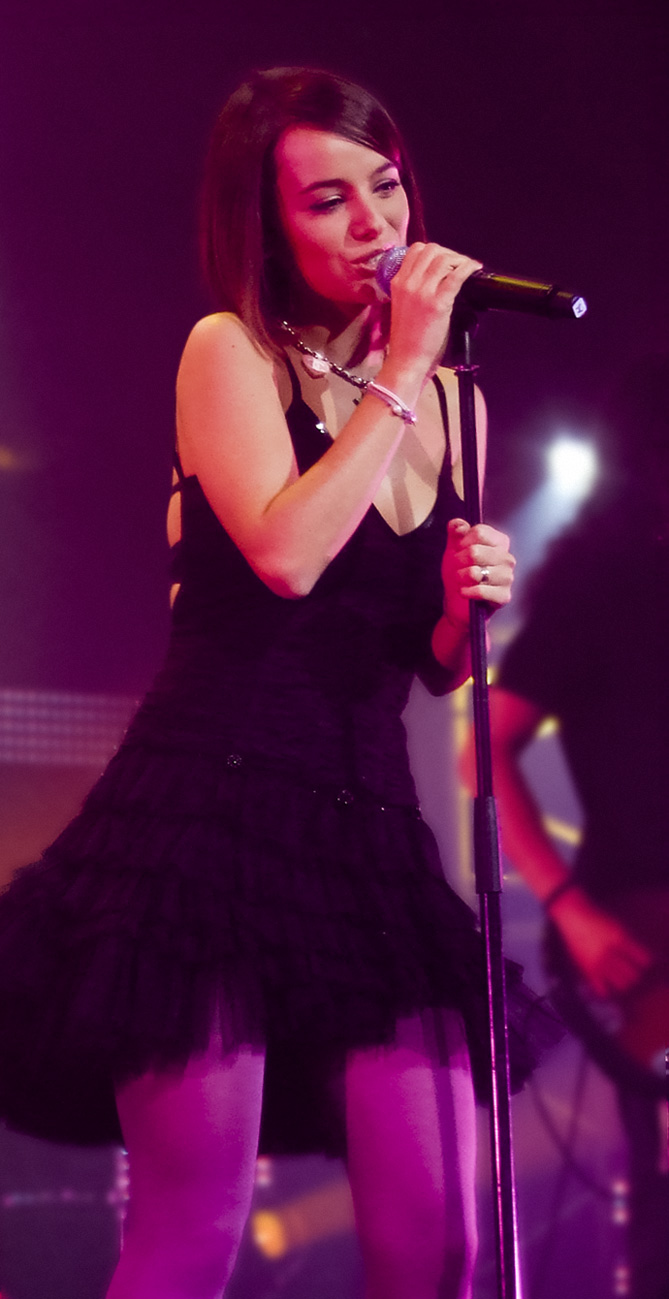
2008년 1월 9일 당시 모습

알리제 자코테(프랑스어: Alizée Jacotey, 1984년 8월 21일 ~ )는 프랑스의 가수, 댄서, 성우이다. 코르시카 아작시오 출신으로 무역풍에서 이름을 따와서 알리제(프랑스어: Alizée)라고도 알려져 있다.
알리제는 1999년 프랑스 스타 발굴 프로그램 Graines de Star에서 우승을 하면서 밀렌 파르메르의 눈에 띄면서 가수 생활을 시작하였다. 밀렌 파르메르, 로랑 부토나와 함께 작업을 하면서 알리제는 뮤직비디오와 음악 가사의 경계를 뛰어넘는 작품들로 엄청난 인기를 끌기 시작했다. NRJ, 외롭 1, MTV, 버진 라디오 등등에 출연하면서 그녀의 많은 음악들은 항상 음반차트 25위내에 들었고 대표적인 작품으로는 《Moi... Lolita》, 《L'Alizé》, 《J'en ai marre!》, 《Gourmandises》, 《Mademoiselle Juliette》, 《La Isla Bonita》 커버 버전, 《Parler Tout Bas》, 《Les collines》 그리고 《À cause de l'automne》 등등이 있다.
IFPI와 SNEP에 따르면, 알리제는 21세기 들어서 가장 상업적 성공을 누린 프랑스 가수이며, 프랑스 밖으로 가장 많은 음반을 수출해냈다고 한다. 2000년에 음악계에 들어서고 6개의 음반을 발매했는데 첫 두개는 노랑 부토나가 작곡, 밀렌 파머가 작사하였다. 첫 앨범은 《Gourmandises》였는데 발매 3달만에 플래티넘 증명을 받았다. 2001년에는 같은 앨범을 국제적으로 발표했고 이는 프랑스 밖에서도 큰 성공을 가져온다. 이 앨범에는 알리제의 가장 유명한 곡들 중 하나 《Moi... Lolita》가 들어있었는데 유럽과 아시아를 걸쳐서 여러 나라에서 음반 차트 1위에 올라간 바가 있다. 영국에서는 싱글 오브 더 위크 상을 수상하기도 하였다. 외국어 음악으로서는 유일하게 영국 차트 10위에 들어간 곡이다.
2003년에 두번째 앨범 《Mes courants électriques》가 발표되었다. 발표 이후 알리제는 프랑스 벨기에 스위스를 돌면서 43번의 순회 공연을 돌게 된다.
네번째 앨범인 《Une enfant du siècle》 는 2010년 5월 29일 발매되었고, 2011년에는 알레인 챔포트와 함께 《Elle & lui》 듀엣을 부르기도 했다.
2013년 4월, 알리제의 5번째 앨범이 발매되는데, 앨범의 이름도 《5》이다. 《À cause de l'automne》 와 《Je veux bien》가 이 앨범의 유명 타이틀곡들이다. 이후에는 올리 머스의 싱글 《Dear Darlin》을 같이 작업하였다. 9월 28일 이후로는 프랑스의 TV쇼 《Danse avec les Stars》 에 출연해서 2013년 11월 23일 우승하기에 이른다.
《Danse avec les Stars》 의 성공 이후로 알리제의 6번째 앨범이 출시되었는데, 아쉽게도 복합적인 평가와 저조한 성적을 거두었다.

## 일생

### 1984–2000: 어린 시절과 가수로서의 시작

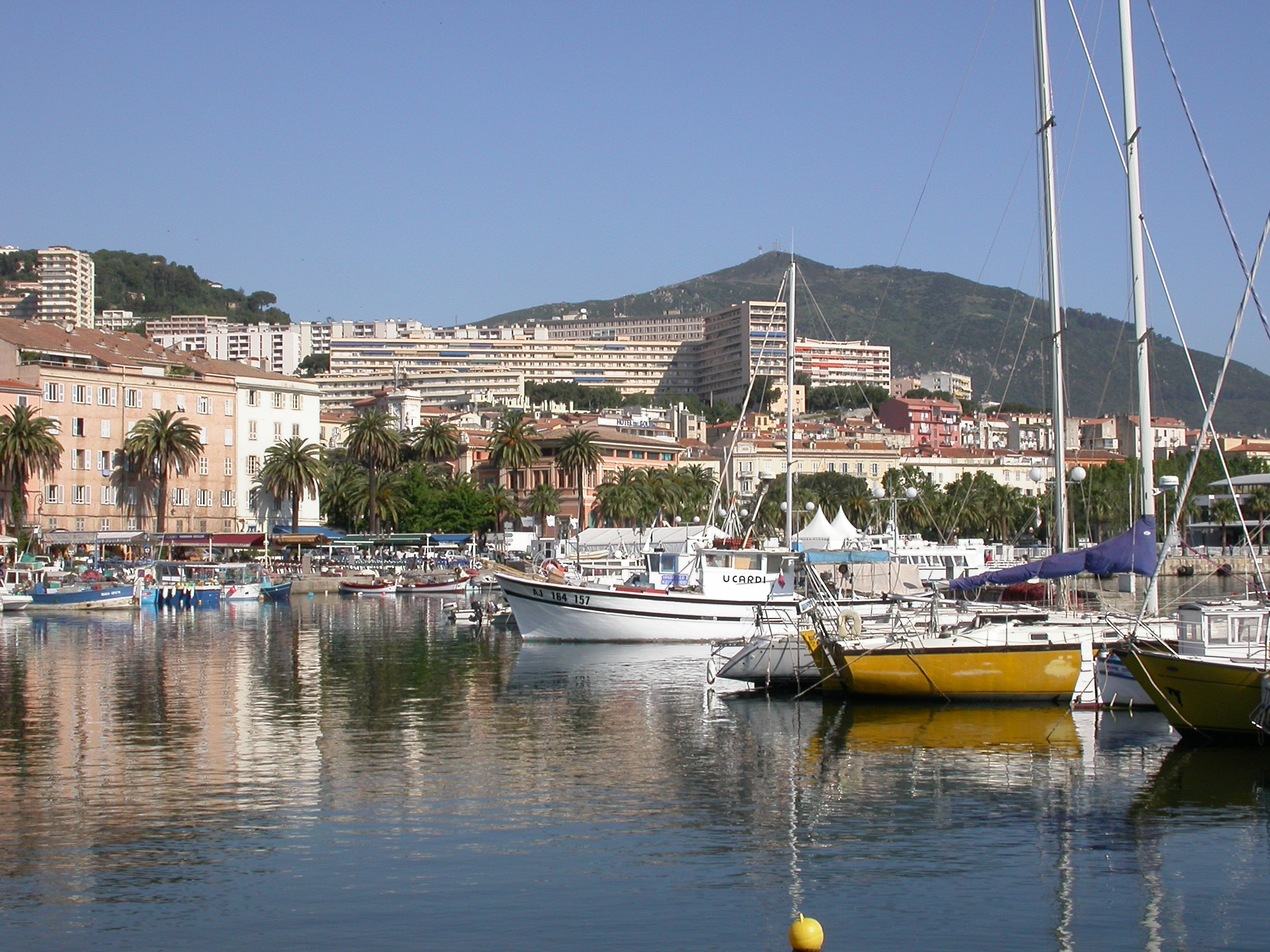
알리제가 자란 아작시오 코르시카 항구. 알리제의 유년기가 묻어있다.

친구들로부터는 Lili 릴리 라는 별명으로 불리며 어릴 때부터 춤추기를 시작했고, 4살 때에는 이미 능숙한 댄서였다.
1988년부터 2000년 사이에 그녀는 Ecole de Danse Monique Mufraggi라는 댄스 학교에 다녔는데 그것은 아작시오에 있는 유명한 댄스 / 연극 학교였다. 1995년 11살의 나이로 프랑스의 항공사 에어 오트르 메르 (현재는 망함)가 개최한 그림대회에서 7000명의 경쟁작을 뚫고 우승하였다. 그녀의 우승작은 항공기 외부에 그려졌고 그녀의 이름을 따 알리제라고 붙여졌다. 이를 통해 알리제의 가족은 몰디브로의 여행권도 얻었다고 한다.
1999년 메트로폴 6에서 방영한 탤런트쇼 Graines de Star에 출연하였다. 본래는 프로그램의 댄스 콘테스트에 참가하려고 했지만, 해당 부분이 그룹으로만 가능했기에 노래 부문으로 참가하였다. 제니퍼 로페즈의 《Waiting for tonight》 와 《Ma Priere》 (악셀 레드가 발매한 1997년 싱글)를 불렀는데 여기서 크게 성공하여 가장 유망한 스타들이 받는 Meilleure Graine 상을 받았다.

### 2000–2002: 《Gourmandises》, 《Moi... Lolita》, 《L'Alizé》 그리고 세계적인 성공
베테랑 작곡가 밀렌 파르메르와 로랑 부토나는 알리제가 그들이 새로 계획중인 젊고 활기찬 프로젝트에 적합하다고 판단하였다. 그들은 알리제를 만나서 후속 오디션을 보도록 하였다. 이 듀오는 알리제의 데뷰를 굉장히 세심하게 설계하였고, 그녀의 이미지부터 외모까지 모두 짜냈다. 2000년이 되어서 그녀의 첫 앨범 《Gourmandises》가 나왔는데 벨기에, 프랑스, 독일, 멕시코, 영국에서 어마어마한 성공을 누린다. 첫 싱글 《Moi... Lolita》는 기적적으로 1964년에 세르주 갱스부르 (Serge Gainsbourg) 가  《Pauvre Lola》로 개척한 프랑스 음악 전통을 부활시키기에 이른다.  Pauvre Lola는 소설 《롤리타》에서 영감을 받은 뮤지컬로 알리제 초창기의 이미지를 만드는데 큰 기여를 하였다. 2000년에 알리제는 M6 어워드를 수상하고 2003년에 두번째 앨범 《Mes Courants Électriques》 로 돌아온다. 첫 앨범만큼은 아니었어도 두번째 앨범 역시 큰 성공을 거두었고 이는 알리제의 유럽횡단 콘서트로 이어진다.
알리제가 데뷔할 때 부른 싱글 《Moi... Lolita》는 아직까지도 그녀의 가장 성공적은 음악으로 남아있다. 알리제의 명성은 유럽을 넘어 아시아까지 퍼졌으며 MBC에 알리제가 등장한것도 이 시기. 뮤직 비디오에서 알리제는 여동생과 함께 댄스 클럽을 찾는 가난하고 거친 여자아이로 묘사된다. 클럽에서 젊은 남자가 알리제에게 관심을 가지고 알리제를 클럽까지 데려갈 버스비를 내주지만, 알리제는 그 남자에게 관심이 없어 도망친다. 나중에 이 음악은 2006년 영화 《어느 멋진 순간》에서도 등장한다.
이 싱글곡은 데뷔앨범인 《Gourmandises》 (섬세함)에서 나왔다. 프랑스에서만 788,000장이 팔렸다. 2001년에는 해외에 진출하고 200만 장 가까이 팔리면서 프랑스 역사상 최고로 유명한 가수가 되었다. 이 모든 과정에서 밀렌 파르메르와 부토나는 앨범의 마케팅 방식부터 어떻게 알리제의 이미지가 팔리고 만들어지는데에 심혈을 기울였다고 한다. 그러한 이유중 하나로 알리제는 인터뷰를 굉장히 적게 했는데, 그나마 한 인터뷰도 20분을 넘지 않으며 사진 촬영도 허가되지 않았었다.
두번째 싱글 《L'Alize (2000)》 역시도 같은 앨범에서 나왔는데 또다시 프랑스 차트 1위를 석권하고 세계적인 성공을 누린다. 뮤직비디오에서는 "쎾씨하게 반복적인" 음악으로 (예를 들면 그 제목 Lola 롤라와 그 변형 Lolita 로리타 라던지) 기묘하게 역동적인 (심지어는 고공곡예까지) 퍼포먼스를 보여주었다. 알리제가 서정적으로 분홍색 백드랍 앞에서 거품을 터트리며 외설적인 자세로 노래를 부르는것은 그녀의 진실된 사랑을 향한 조심스러운 접근을 표현했다고 한다. 이 장면은 실제 브뤼셀에서 25*10m 규모의 스튜디오에서 분홍색 배경의 스튜디오에 실제 거품으로 촬영되었다고 한다.
세번째 싱글은 또 다시 같은 앨범에서 나왔다. 10대 남자아이들과 여자아이들이 피크닉을 가는 이 뮤직비디오는 하루만에 촬영되었다.  《Parler tout bas》인데 늘어가는 나이에 대해 이야기하며 초현실주의적인 영상미로 표현되었다. 프랑스에서는 이 싱글을 마지막으로 정식 앨범 《Gourmandises》가 출시되었다.

### 2003–2004: 《Mes courants électriques》, 《En Concert》 (나의 일렉트리카 전류, 콘서트에서)
2003년에 알리제는 두번째 앨범 《Mes_Courants_Électriques》 (My Electric Currents)를 발매한다. 이 앨범의 출시로 알리제는 이전의 어린이 로리타 이미지에서 조금은 더 성숙한 십대의 이미지로 진화한다. 역시 밀렌 파르메르와 부토나에 의해 작곡되었으며 프랑스에서는 40만장이 팔렸다.
이 앨범의 첫 싱글은 《J'en ai marre!》 (일본에서는 "Mon bain de mousse" 로도 알려져있다)이다. 뮤직비디오에서는 알리제가 유리 새장에 갖혀서 물을 튀기며 노래하는 모습이 나온다. 이 3 * 3 미터 규모의 새장은 파리지앵 스튜디오에서 제작하였고 뮤직비디오 촬영에는 2일이 걸렸다.  또 다른 싱글로는 《J'ai pas vingt ans》, 《À contre-courant》가 있다. 《J'ai pas vingt ans》 ("난 20대가 아니야") 뮤직비디오에서는 알리제가 다른 댄서들과 함께 공연하는 콘서트장을 연상시킨다. 마지막 싱글인 《À contre-courant》는 파리 외곽의 버려진 석탄 공장에서 촬영되었다.
이 앨범에는 영어판 음악도 4곡이 수록되어있다. 번역은 문자 그대로 의미를 전달하기 보다는 곡의 분위기, 거친 느낌과 개념의 표현을 전달하는데에 집중하였다. 번역과정에서 프랑스어 특유의 기발한 어휘가 사라지기도 하였다.
앨범의 발매 이후 알리제는 프랑스 전역 공연에 나서고는 벨기에와 스위스 또한 방문하였다. 2003년 8월 26일 파리에서의 공연으로 시작하여서 2004년 1월 17일 파리의 명성높은 롤림피아 홀에서 마쳤고 그간 프랑스의 대도시 리옹, 루앙, 릴, 그레노블, 디종 등을 거쳤다.
라이브 CD와 DVD는 Alizée En Concert라고 이름 붙여졌는데 이 순회공연중 촬영된 영상들을 편집하여 1년뒤인 2004년 가을에 발매한 것이다. 오디오 CD에서는 알리제의 두 앨범에 수록된 곡이 모두 들어있으며 DVD에서는 CD에 들어간 곡들의 라이브 공연들과 그녀의 리허설 영상이 수록되어있다.

### 2005–2007: 공백기와 멕시코에서의 컴백
알리제의 첫 번째 투어와 첫 번째 라이브 앨범 발표가 성공한 2005년에 알리제는 소리소문없이 사라졌고 그녀가 임신 한 것으로 밝혀지면서 미디어에 다시 나타났다. 그녀는 2005년 4월 28일 아닐리 (제레미 샤틀랭 사이에서)를 출산하고 음악계에서 은퇴하기로 하였다. 그러나 프랑스의 타블로이드 신문들은 여러 기사를 써내면서 알리제의 루머를 풍성하게 키웠고 이중에는 가짜로 알려진 클리어 스트림 또한 있다. 알리제가 밴드 앵도싱와 협업으로 돌아온다는 소문이 무성한 가운데에 알리제는 유니버셜 레코즈를 떠나서 RCA(소니 BMG)와 계약을 하고 2007년 8월에 En Concert 앨범과 순회공연이 그녀의 기존 멘토들과 마지막 협업이 될 것임을 밝혔었다.
그렇게 연예계를 떠난 알리제는 2007년이 되어서야 다시 등장했다. 2007년 초 멕시코의 유니버설 뮤직은 CD + DVD로 현지 라디오 방송에서 노래를 다시 부른 후 라이브 앨범 편집 작업을 재개했다. 재발매와 다시금 관심을 불러 일으킨 이 노래는 멕시코의 음악 차트에 올라갔다. 2007년 5월 28일에는 인터내셔널 차트 4 위를 기록했으며 메인 앨범 차트 8위를 차지했다. En Concert에는 멕시코에서만 500,000 장이 넘는 판매를 인증하는 골드 인증이 있다.

### 2007–2009: 《Psychédélices》, 《Tout Alizée》 와 남미에서의 성공

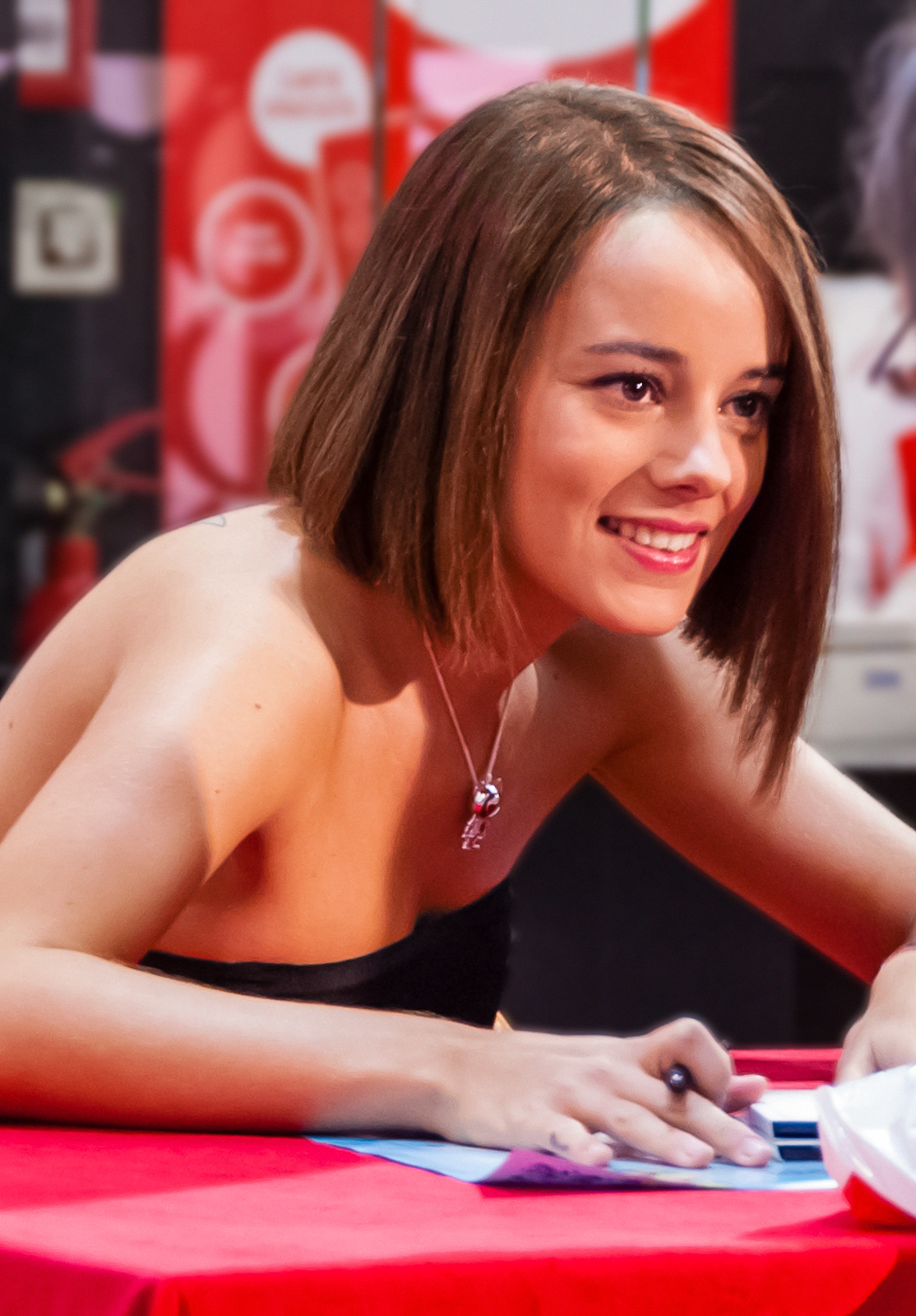
2007년 파리 사인회에서 알리제.

3년의 공백기 동안 미디어에 등장하지 않았던 알리제는 2007년 12월 새로운 앨범《Psychédélices》 로 컴백하였다. 이 앨범은 그녀의 성공에 큰 기여를 했던 밀렌 파머 없이 제작된 첫 앨범이었다. 2007년 11월 26일부터 11개의 곡이 디지털 다운로드로 올라왔으며, 12월 2일이 되어서 RCA 레이블을 통해 정식 발매되었다. 이 앨범은 베르트랑 부르가라, 다니엘 다크, 옥스모 푸치노, 제레미 샤틀랭, 미셸이브 코흐만, 장 포크와 함께 제작되었다. 첫 싱글 《Mademoiselle Juliette》는 2007년 9월 30일 첫 발매되었는데, 일주일전에 버진 뮤직 음반사의 실수로 버진 메가스토어에 일찍 유출되었다가 다시 철회된 사건이 있었다. 싱글은 나중에 온라인 음악 시장에 출시되고 라디오에서도 재생되었으며, 음반차트 13위에 올라갔다. 싱글 프로모션을 위해서 알리제는 2007년 9월 27일 프랑스의 라디오 방송 NRJ에 출연하였다. 뮤직비디오 또한 방송을 위해 2007년 11월 19일 공개되었는데, MSN 프랑스에서는 이미 11월 16일부터 시청이 가능했었다. 2008년 1월 21일이 되어서 앨범이 CD와 비닐 출판까지 완료된다.
앨범의 또 다른 곡인 《Fifty- Sixty》는 두달전에 유출되었다. 비록 곡의 이름은 알려지지 않았지만, 프랑스 신문사에서 해당 곡이 알리제의 곡인것과 발매 예정일을 확인하면서 유출이 확인되었다. 《Fift-Sixty》는 나중에 2008년 2월에 두번째 싱글로 출시되었다. 《Fixty-Sixty》의 가사는 개인적이고 은유적인 톤으로 앤디 워홀의 감독을 받던 젊은 모델의 이야기를 풀어나가는데, 에디 세즈윅의 실화를 기반으로 영감받았을 것으로 추정된다. 곡에서는 그 모델이 바보같이 앤디를 믿으면서 그녀가 세상에서 가장 아름다운 모델이었다는 망상에 빠졌다는 내용으로 끝난다. 《Fifty-Sixty》는 이례적으로 세개의 뮤직비디오가 나왔는데 하나는 앨범 버전이고 다른 두개는 리믹스 버전이다. 알리제의 웹사이트인 Psychedeclips.com 또한 오픈되어서 해당 앨범의 비디오 시리즈를 다루고 있다. 아쉽게도 지금은 사이트가 닫혔다.
새 앨범 발매와 동시에 새 공식 웹사이트도 오픈했는데 2007년 9월 11일 발표되었음에도 불구하고 11월 28일이 되어서야 활성화되었다. 처음으로 알리제가 마이 스페이스를 활용해서 홍보한 앨범이기도 하다. 11월 22일부터 공식적으로 NRJ 라디오, TF1-TV와 인터넷 광고로 프로모션이 진행되었다.
2008년 3월 알리제는 멕시코를 방문해서 간략하게 프로모션 공연을 벌였다. 3월 5일 그녀는 그녀 경력상 두 번째의 사인회를 열기로 하였지만 멕시코 갱단들의 잇따른 테러행위와 가게의 치안 문제로 취소되었다. 알리제는 즉흥적으로 기자회견을 열어서 멕시코의 팬들에게 사과하고 문제를 설명하였다. 소니 BMG 멕시코는 성명을 발표해서 해당 일은 알리제의 잘못이 아니며 상점에 예상의 5배를 뛰어넘는 규모의 인원이 와서 울타리가 부서지고 가게가 파괴되는등 행사장의 사람들이 다친것으로 행사 안전에 위험이 생겨서 라고 설명하였다. 알리제는 다음 공연으로 멕시코에 돌아오면 꼭 사인회를 다시 열겠다고 약속하고 떠났다. 5월 18일부터 모스크바를 마지막으로 멕시코와 프랑스를 거쳐온 첫 순회 공연이 끝났다. 그녀는 당시 판치던 온라인 불법 복제에 대해서 "불법 복제는 좋은점도 있고 나쁜점도 있다. 불법 복제 덕분에 내 음악들이 미쳐 도달하리라고는 상상조차 하지 못했던 곳까지 퍼져있어서 좋기도 하다"라는 말도 남겼다. 하긴 프랑스어 음악이 파푸아 뉴기니 음반차트를 석권할 줄 누가 알았으리? 3월에 멕시코에서 다른 사인회를 약속하고 떠났던 알리제는 2008년 6월 26일 약속을 어기지 않고 멕시코 시티에서 사인회를 다시 열었다. 300여명이 넘는 팬들이 방문했고 소니 BMG 멕시코는 《Psychédélices – 멕시코 순회공연판》 앨범의 5만장 판매를 기념하며 금색 증명을 기증했다. 멕시코에서는 처음으로 마돈나의 《La Isla Bonita》의 커버 음악을 발매했는데 알리제의 10순위 음악안에 들어가는 명곡이 되었다.
멕시코에서 《Alizée En Concert》 와 《Psychédélices》 의 성공 이후로 유니버셜 뮤직은 새로운 컴필레이션 앨범 《Tout Alizée》를 발매하였다. 멕시코에서만 발매된 이 앨범에는 첫 두 앨범에서 15개의 곡 (4개는 리믹스)을 포함하고있다. 또한 뮤직비디오 몇개가 추가된 보너스 DVD도 들어있다. 이 앨범은 멕시코 국내 차트 62위, 국제 차트 20위에 들어섰다.

### 2010–2011: 《Une enfant du siècle》, 새로운 스타일과 변화

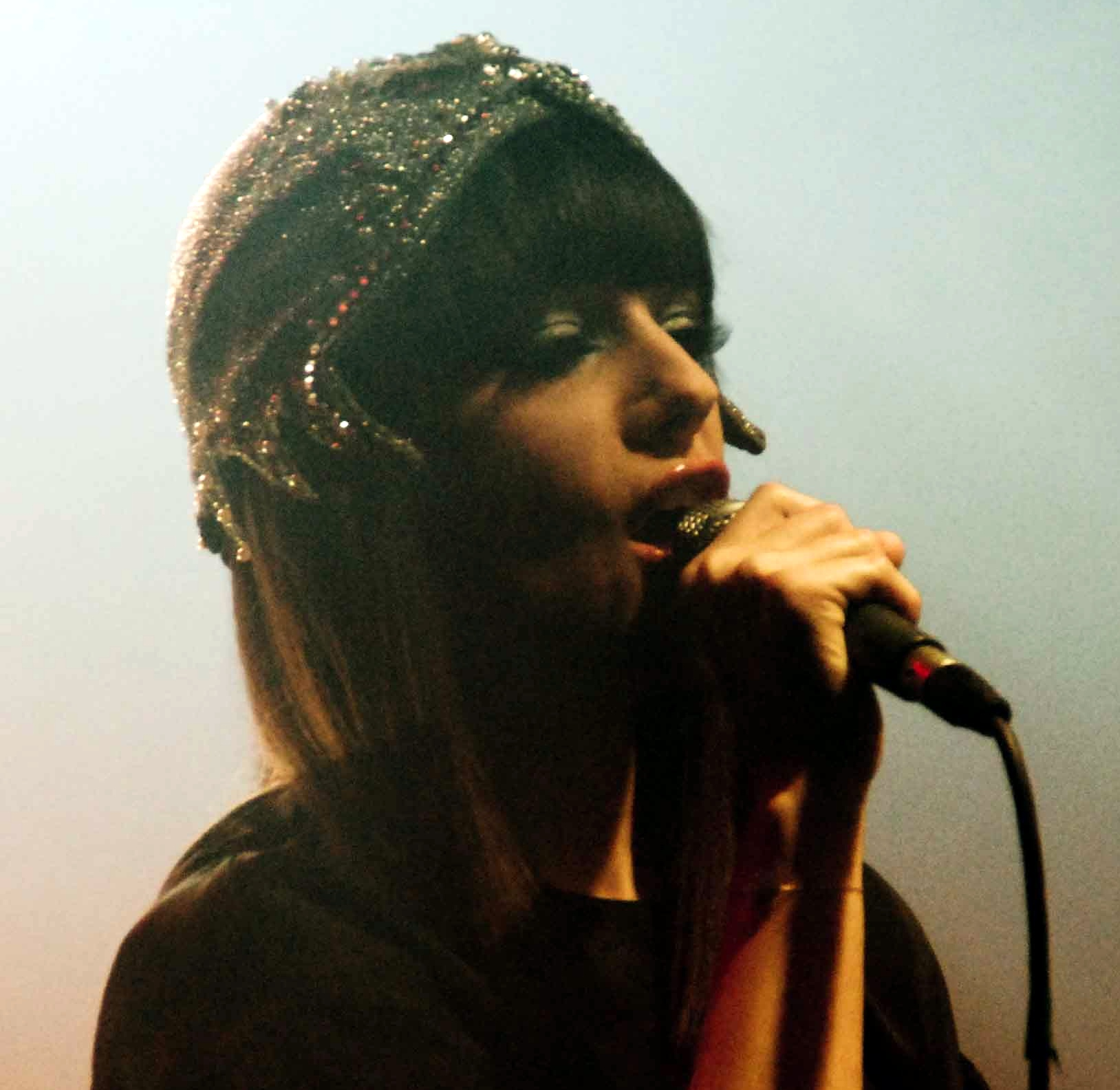
2010년 알리제가 파리의 푸앵 에페미어 라운지에서 노래하는 모습. 그녀는 이제 10년차 베테랑이다.

2009년이 시작되면서 알리제는 프랑스에서의 공연을 취소해야만 했다. 알리제는 그녀가 이미 다음 앨범을 위해 작업중이라고 밝혔고 그 이전까지 있어왔던 다른 곡들과는 느낌이 다를것이라고 발표하였다. 《Une Enfant Du Siècle》 라고 불리는 그 앨범은 2010년 3월 29일 프랑스에서 발매되었고, 인터넷에서 《Une enfant du siècle》 (세기의 아이)라는 제목의 티져가 공개되었다.
영국의 웹사이트 Popjustice에 따르면 첫 싱글은 《Limelight》라는 제목으로 부분적으로 영어라고 밝혔다. 2010년 2월 15일 Popjustice는 음악과 뮤직비디오 풀 버전을 웹사이트에 올렸다. 스페셜 컬렉터 에디션 또한 2월 4일부터 예약구매로 올라왔다. 하지만 나중에 Popjustice는 《limelight》가 싱글 티져였으며, 공식 싱글은 알리제의 4번째 앨범인 《Les Collines (Never Leave You)》에서 나온다고 확정지었다.
2010년 3월 19일 전체 앨범이 인터넷에 또 유출되었다. 공식 발매는 2010년 3월 29일, 평론가들로부터 복합적인 평가를 받았다. 10대 팝 음악에서 탈피한 부분은 크게 호평되었으나, 멜로디에 대한 이해 부족과 흥미 부족은 비평되었다. 같은 알 알리제는 파리의 Virgin Megastore에서 사인회를 열었다. 이 앨범 역시 에디 세지위크의 삶에 영감을 받고 그녀의 삶을 묘사하고있다.
2010년 7월 28일 알리제는 이스라엘에서 세르주 갱스부르를 추모하며 텔아비브의 국립 오페라 극장에서 공연하였다. 여기서 처음으로 바네사 파라디가 불렀던 《Dis-lui toi que je t'aime》를 이스라엘 오케스트라와 함께 불렀다. 또한 이스라엘의 가수 하렐 스캇과 같이 공연하였다. 첫 싱글 "Les Collines (Never Leave You)"의 뮤직 비디오가 2010년 3월 19일 알리제의 공식 유튜브 채널에서 공개되었는데 유튜브 가수 채널들중 일일 최고 조회수를 기록하였다.
그녀는 또한 알랭 샹포르와 함께 듀엣을 부른 가수들중 하나이다. 이 협작 싱글 《Clara veut la Lune》는 2012년 4월 29일 발매되었다.
2012년 2월 1일부터 6일 사이에 알리제는 프랑스 TV쇼에 등장하였다. 거기서 알리제는 새 앨범이 2012년 봄에 발매될것이며 소니 뮤직 레이블로 돌아갈것이라고 말하였다. 하지만 소니에서는 앨범이 2012년 가을로 미뤄질것이라고 발표하였다. 2012년 6월 27일 알리제는 라이브 챗에서 새 앨범의 첫 싱글이 2012년 6월 28일 발매될것이라 발표하였다. 첫 뮤직비디오는 7월 15일 촬영되었는데 이 비디오는 PS3의 VidZone에서만 공개되었다.

### 2012–2013:5와Danse avec les stars

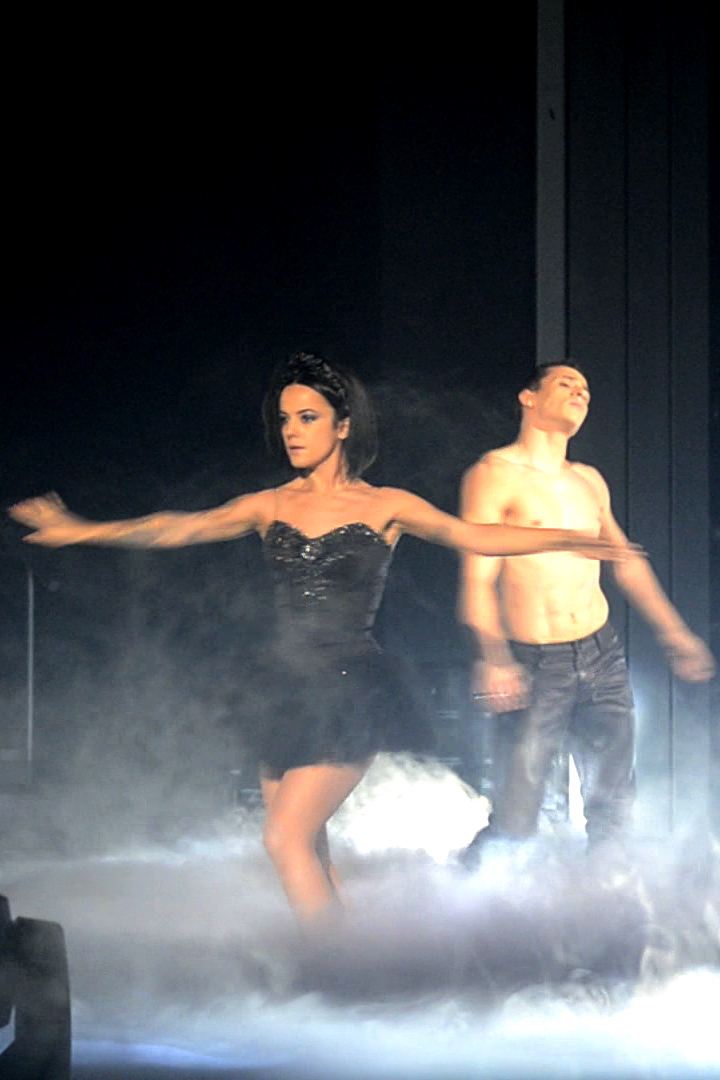
알리제와 그레고리 리요넷이 리옹의 Danse avec les stars Tour 댄스쇼에서 흑백조를 공연하는중 ,2014년 4월 1일. 그녀는 가수이기 전에 댄서였다.

이 앨범 싱글의 제목은 "À cause de l'automne"이다. 알리제는 또한 새 앨범을 장-자크 골드만, BB 브룬스 그리고 프랑스 락밴드 루크의 가수이자 기타리스트인 토마스 불라드와 함께 작업한다는것을 밝혔다. 7월 12일 이 다섯번째 앨범의 한정판 컬렉터 에디션이 예약구매로 올라왔고, 관계자들 사이에서는 2012년 10월 1일부터 2013년 3월 사이에 공식 앨범이 발매될거라는 말이 퍼졌다. "수집가의 상자" 또한 2013년 1월 23일 예약구매 페이지에 올라왔다.
12월에 À cause de l'automne의 첫 공식 비디오가 알리제의 VEVO 채널에 프랑스 한정으로 공개되었다. 다음해 2월이 되어서 나머지 세계에도 공개되었다. 그녀의 이전 싱글은 마지막으로 RFM 라디오에서 2012년 12월 21일 라이브로 공연되었다. 알리제는 프랑스판 Inked 잡지에서 2013년 1월호와 2월호를 통해 앨범의 첫 프로모션을 진행했다. 결정적으로 알리제는 새 앨범 "5" 와 그 미술 감독으로알렉산드레 아자리아를 소개하였다. 1월에 앨범의 제목과 커버가 알리제가 첫 출연을 했었던 스타 아카데미 쇼에서 오마쥬로서 공개되었다.
알리제는 많은 공연에 참가하였는데 모나코의 Soccer Beach Show 라던지, 르 그랑 렉스에서 알랭 챔포트의 En Concert, 2013년 Les Enfoirés 공연, 파리-베르시 홀에서 콘서트, 그리고 투르 드 프랑스 2013의 개막식에서 부른 두번째 싱글 Je veux bien 등이 있다.
8월에 알리제가 곧 오는 인기있는 리얼리티 쇼 Danse avec les stars (Strictly Come Dancing의 프랑스 판) 시즌 4에 새 앨범 5의 프로모션을 위해 등장한다는 것이 확정되었다. 한달정도 후에는 또 다시 스튜디오에 깜짝출연하였고 9월에는 프랑스 가수 올리 머스의 프랑스판 새 싱글 "Dear Darlin'"을 같이 제작한다고 발표하였다. 알리제는 Danse avec les stars 쇼에서 2013년 11월에 1위를 수상하였다.

### 2014–현재:Blonde
메트로 뉴스가 출간하기를 알리제가 NRJ Music Awards 2014에 출현할 것이라고 2013년 12월 14일 보도하였다. 거기서 알리제는 윌 아이 엠의 이전 파트너 브리트너 스피어스를 대신해서 Scream & Shout를 공연하였으며 노래에서 트레이드 마크였던 "Birtney, bitch"로 끝나는 가사가 "Alizee, bitch"로 바뀌었고 탈과 함께 Le tourbillion 도 공연하였다. 2013년 12월에 알리제는 여섯번째 스튜디오 앨범을 녹음하기 시작했는데 2014년 봄에 발매되기로 예정되고 아시아 국가로 다시 진출하기 위해 프랑스와 일본을 번갈아가며 녹음하였다.
2014년 4월 중순에 그녀의 새 앨범 Blonde가 발매되었다. 첫 싱글은 6월 23일 공개되었다. 이 앨범은 대부분 호평을 받았으며 비평가들 사이에서는 분열된 평가들을 받았다. 앨범의 판매측면에서는 기대이하의 성적을 거두었다.
12월 6일 알리제는 인스타그램을 통해 애니메이션 영화의 더빙을 위해 스튜디오에 왔음을 알렸다. 그 영화는 프랑스판 "Tinker Bell and the Legend of the NeverBeast". 인 "Clochette et la créature légendaire"였고 2015년 4월 8일 개봉하였다.

## 싱글

### Moi... Lolita - 나는... 로리타
알리제의 첫 데뷔곡으로 뮤직비디오가 로랑 부토나에 의해 감독되어 2000년 7월 26일 M6방송을 통해 처음 공개되었다.
비디오에서 알리제는 시골소녀지만 나이트클럽에서 재미있게 노는 모습으로 나온다. 비디오의 시작부터 알리제는 알리제를 사랑하고 돈을 주는 남자에게서 도망치고 있다. 나중에 알리제는 그녀의 여동생과 나이트 클럽에가서 춤을 춘다. 비디오는 알리제와 소녀가 맨 처음에 그들을 쫓던 남자에게서 도망치는 모습으로 끝난다.
비디오의 시작에서 알리제에게 사랑을 이야기하는 부분이 곡 제목인 나는 로리타의 핵심인데, 알리제는 사랑한다는 남자의 말에 대답은 없지만 그에게 200프랑을 가지고 있는지 묻는다. 후에 알리제의 인터뷰에 따르면 이 음악의 제작에 알리제도 참여했는지 묻는 질문에, 직접 참여는 안했지만 작사가가  알리제에게 그녀의 유년기와 경험에 대해서 인터뷰했었고, 그를 토대로 영감을 받아 만들어진것이라고 밝혔었다. 정확하게 어느정도인지는 알 수 없지만, 알리제가 타고난 춤꾼이었던 것과 그녀의 미모, 시골 가정에서의 삶을 생각해보면 성인 남자가 그녀를 추구하고 쫓는 모습은 어느정도 그녀의 삶에서 기반한 내용이라고 추측된다. 가사중에는 이런 내용이 있는데:

- 프랑스어 원문
Tout prêts à se jeter sur moi
C’est pas ma faute à moi
Si j’entends tout autour de moi
Hello, helli, t’es A (L.O.L.I.T.A.)
Moi Lolita
- 한국어 해석
모두 나에게 몸을 던질 준비가 되어있어
내 잘못만은 아니야
내 주변에서 하는 말을 들어보면
안녕, 헬리, 너는 로리타
나는... 로리타
이 중에서 "C’est pas ma faute à moi 내 잘못 만은 아니야"라는 부분은 알리제 스스로의 삶에대한 자전적인 성찰로 꼬이는 남자들과 방탕해지는 생활은 자기 잘못이 아니라고 설명하는 것이라 할 수 있다. 앨범을 통틀어 사고투성이인 유년기가 묘사되는데 그녀의 이름 무역풍 Alizee에 관한 내용을 다루는 L'Alize에서는 알리제와 Je n'ai pas vingts ans (아직 20살이 아니야) 등의 노래에서도 다시 확인 할 수 있다.

### J'en Ai Marre! 나는 지쳤어!
J'en Ai Marre!는 영문판으로도 출시된 몇 안되는 알리제의 음악들중 하나이다. 노래 전체가 영문으로 다시 녹음되었으며, 제목도 "I'm fed up!"으로 정정되었다.
제목은 대강 "난 그것에 질렸어" 정도로 해석되는데 프랑스어 관용구중 하나이다. Marre는 "지긋지긋함/ 신물남 / 지겨움" 을 의미하고 "J'ai marre de X"의 형태로 자주 사용되어서 "나는 X에 대한 지겨움을 가지고 있다" 정도로 해석될 수 있다. 하지만 노래 제목에서는 "J'ai" 대신 "J'en"을 사용하는데, "En"은 프랑스어에서 '그것' 혹은 '저것' 정도로 해석되어 내포적인 대명사, 문맥에 따라 바뀌는 명사 정도로 사용된다. 그를 통해 프랑스어에서 목적어가 대상에 따라 바뀌고 암시 될 수 있게 되었고 실제로 곡중에서도 J'en ai marre 뒤에 따라오는 명사가 달라진다. 따라서 J'en Ai Marre의 해석은 난 그것에 질렸어 가 되는 것이다. 또한 이런 형태를 통해서 가사 내에서 운율을 만들어내는데 " J'en ris" = "나는 그것에 웃지"라는 내용이 그러하다.
발음은 종-네마 정도인듯 하다.
영문판 번역은 원문의 의미전달보다는 곡의 느낌을 번역하는데에 충실했기 때문에 이런식의 깊은 프랑스어 완성도나 밀렌 파머식 흑색 언어유희는 반영되지 못하였다. 예를 들어 "extrémistes à deux balles"라는 가사는 문자 그대로 "extremists with two bullets" (두 총알의 극단주의자)로 번역되었는데 , 사실 "Balles" 총알은 프랑스 은어로 구 화폐 프랑화를 의미한다. 원문의 의미 전달을 위해서는 미국판으로 달러화의 은어인 "bucks"나 영국 파운드화의 은어인 "quids"가 사용되었을 수도 있었다. 이렇게 되면 영어 문장에서는 "two-cents"나 "two-bit"정도로 사용되어서 "just my two cents" 나 "two-bit extremists"로 번역되었을 때 원문 그대로의 의미가 전달되었을 것이다. 또한 밀렌파머의 가사는 당시 2001년에 발생한 9/11 사태와 연관지어 곡의 어두운 느낌을 만들기도 했는데, 프랑스어 "Balles" 총알이 당시의 어두운 분위기를 자아내고 앞서 등장한 "Je brule à l'ombre Des bombes" (나는 폭탄의 그림자속에서 불타) 라는 내용과 연결되면서 테러이후 사회의 메아리를 묘사하고 있다. 프랑스어로 "Delits dociles"는 일종의 언어유희인데 "docile offence" 유순한 욕설 혹은 "docile delight" 유순한 쾌락 정도로 해석되지만, 프랑스어에서는 "de lit" = 침대의 라는 뜻을 가지고 있어서 성적 은유가 들어가있다. 번역판에서는 이런 언어유희를 통한 은유가 삭제되고 직접적으로 "Twisting up my toes" 내 발가락을 꼬면서 라고 표현되었다. 가사중 알리제가 지긋지그해졌다고 나오는 "불평스런 언니"나 " 시속 2km로 달리는 짜증나는 사람들"에 관한 부분도 완전히 다른 내용으로 대체되어서 짜증나는 삼촌과 비슷하게 짜증나는 상황이 영어판 음악에서 묘사된다.

이런 소실에도 불구하고 번역판에서는 영문 특유의 언어유희를 만들어내는데에 성공한다. 예를 들어 프랑스어에서는
Je l'emmitoufle, je
Lui dis
스스로 따뜻하게 감싸고는
웃어

라는 대목이 영어판에서는
Makes my mouth water 
I’m foamely ecstatic 
내 입에 물을 품어
우습게 거품이나
이렇게 번역되었는데, 알리제의 장난스러움과 유쾌함이 더 생동적으로 묘사되고 프랑스판의 "mon etat aquatique" (내가 물속에 있을 때야) 와 좋은 대조를 이룬다.
다만 대체적으로 곡의 음정과 가사의 박자가 맞지 않는다. 예를 들면
My goldfish is under me 부분은 My goldfish is un-에서 끊기고 -der me 에서 다시 시작하고
I’m foamely ecstatic 부분은 I’m foamely ecs-에서 끊겼다가 tatic에서 다시 시작하고
I swim in such harmony부분에서는 I swim in such har-에서 끊기고 money로 끝난다.
이러한 부분들 때문에 실제 가사와는 다르게 들리기도 하고 가사를 보기전까지 실제 가사를 잘 모르는 경우가 허다하다.
알리제는 실제로 영어를 잘 하지 못한다. 인터뷰에서는 영어를 배워 본 적이 없으며, 국제무대에 진출하기 위해 회화를 배우기 시작한 걸음마 단계라고 밝혔다. 영어권 인터뷰에서는 첫 시작은 영어로 대답하지만 곧잘 어려움을 겪는 모습을 보이고는 한다. 하지만 뜻을 모르고 영어로 노래를 부를 수는 없기에 영어를 스스로 배우고 있다고 말하였다.

## 개인으로서의 알리제
알리제는 수줍고 조용한 사람으로 묘사되지만 그녀는 관객들 앞에서 공연하는 것을 좋아한다. 프랑스의 가장 유명한 가수이지만 사실 노래보다는 춤을 더 좋아한다. 알리제의 춤 실력은 굉장히 깊고 다양한데 고전 댄스부터 재즈, 이탈리아 발레, 탭댄스와 플라멩코까지 다룬다.
알리제는 2003년 11월 6일 동료 프랑스 가수 제레미 샤틀랭과 결혼하였다. 딸의 이름은 애닐리인데 2005년 4월 28일 출생하였다. 대중은 그들의 결혼을 2004년 2월 Voici 잡지가 그들의 결혼 증명서를 공개하면서 알게되었다. 알리제는 그녀의 사생활과 가족들을 언론에 노출시키지 않으려 했고 비밀로 덮어왔지만, 2011년 이후로는 될대로 대라 하고 공개하고있다. 제레미와 알리제는 2012년 초반에 이혼하였다. 2013년 가을의 당스 아베 클레 스타에서 파트너로 만난 그레구아르 리요네 (Grégoire Lyonnet) 과 만나서 교제를 시작했고 2016년 6월 18일 결혼하였다.
몇몇의 인터뷰에서 그녀는 스스로 냉담자라고 밝혔다, 마치 그녀의 프랑스 시골인들처럼.

## 예술성

### 음악과 목소리
알리제는 메조-소프라노의 톤과 음역을 가지고 있다. 그녀는 그녀가 "영혼이 가득찬 팝 음악"이라고 묘사하는 음악들로 음악계 경력을 시작하였다. 2000년에 그녀는 음악계에 혜성같이 등장하였고 등장하자마자 세계적인 센세이션을 불러 일으켜 상당히 오랜만에 프랑스 음악을 세계무대로 올려놓았다. 알리제는 일렉트로닉 음악을 팝 장르와 섞은 씨케델리끄와 주류 유로팝으로 유명하다.

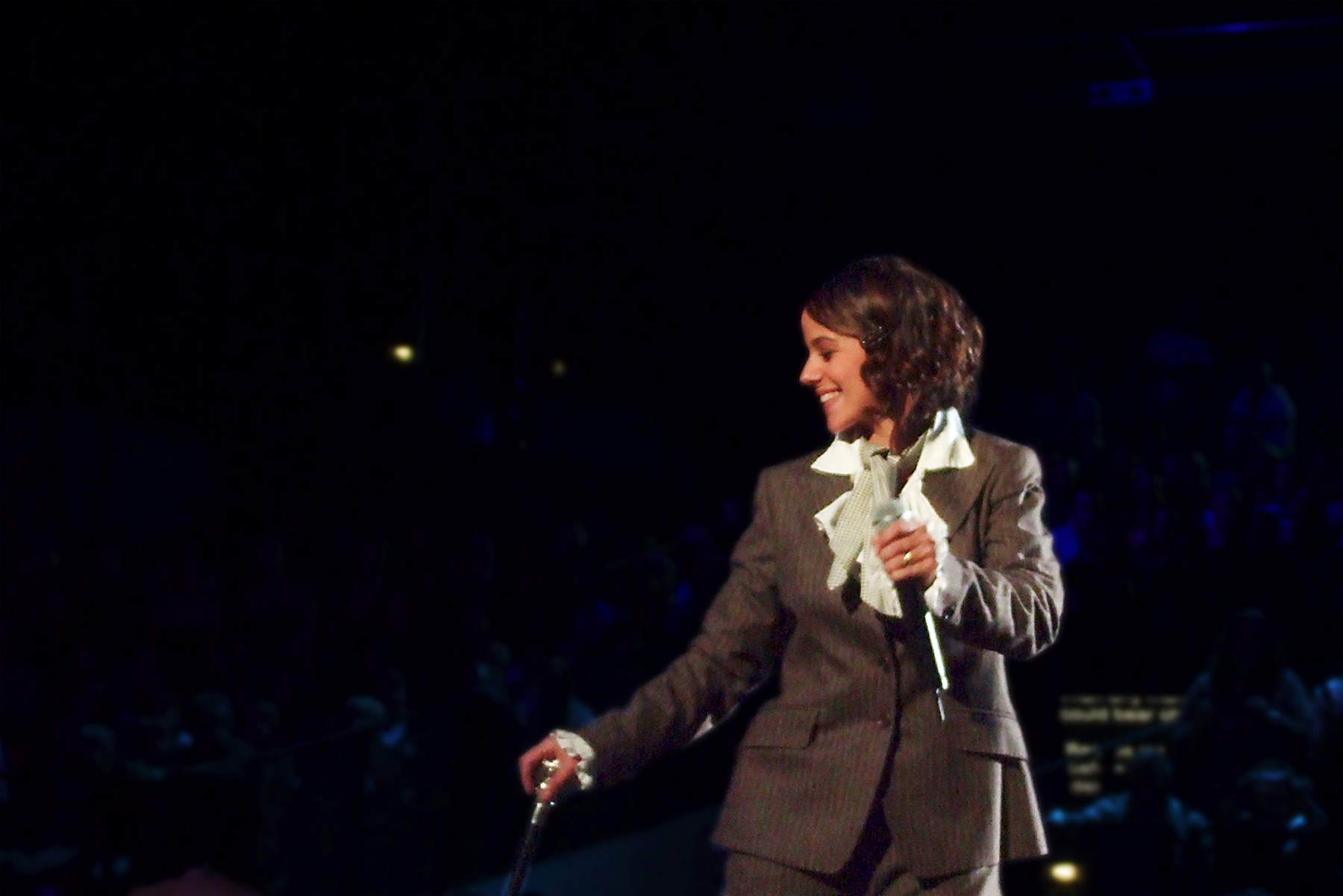
Alizée at Les Enfoires in 2008.

그녀가 데뷔했을 때 NRJ 라디오는 "유로팝의 여왕은 프랑스인 로리타"라는 말을 남겼다. 알리제의 데뷔 앨범에서는 유로팝 장르가 부드럽고 달콤한 소리와 섞인 음악들, 월드 뮤직과 고전 프랑스 샹송 장르를 모두 들어볼 수 있다. 두번째 앨범은 하우스 장르의 음악으로, 새로운 악기음과 기존의 일렉트로닉 음악이 혼합되어있다. 세번째 앨범은 변화를 시도하였는데, 이전의 스타일들을 덮어두고 씨케델리끄 음악과 리듬감있는 월드 뮤직으로 밀고 나갔다. 싱글 "Fifty-Sixty"는 모델 에디 세지윅을 추억하는 내용이다. 네번째 앨범은 또다시 새로운 변화를 보여주며 강력한 리듬을 섞어서 알리제에 있어서는 새로운 장르 메인스트림을 시도하게 된다. 알리제는 이 변화가 그녀가 음악계에 크게 기여한 부분이라고 확실히 하였다.

### 대중에게 비추어지는 이미지
이전의 앨범들에서 알리제는 섹시한 로리타의 느낌을 주었지만, 사실 알리제는 가정주의적이고 검소하며 청순한 십대시절을 보냈다. 두번째 앨범도 같은 스타일에 일렉트로닉의 영향이 더 들어가있다. 알리제는 항상 간단한 헤어스타일로 공연에 나왔는데, 그녀의 자연미를 강조하기 위함이었다고 한다.
2년의 공백기 후에 알리제는 "시케델리끄"한 스타일로 돌아왔고, 더 새롭고 방대한 청객들을 노렸다. 알리제는 문신 또한 좋아하며 이미 많은 문신을 새기고 있다. 가장 유명한건 등에 그려진 큰 디즈니 스타일의 팅커벨로, 그녀가 유년기때 좋아하던 마스코트였고 실제로도 많은 팅커벨 컬렉션을 소유하고 있다고 한다. 그녀는 "Psychedelices" 공연 중 이 문신을 종종 노출시키고는 했는데, "싸이케"는 팅커벨의 선조격 되는 상징이라 그런다고 여겨진다.
네번째 앨범에서 알리제의 스타일은 음악적인 측면과 이미지에서 모두 변화하였다. 공연이 더 성숙해지고, 메이크업, 의상, 헤어스타일이 더 세련되게 바뀌었다. 프랑스 매거진 "테크니카트"에서 알리제가 프로모션을 위해 촬영한 사진이 있는데, 그 포즈가 그녀의 우상 마돈나가 했던 "Like a Virgin" 스타일이다.
여러해에 걸쳐서 알리제는 패셔니스타로 불리며 다양한 패션, 미모, 문화 잡지에 등장하였다. 세계의 주요 패션 위크와 작은 행사들에 출몰하고는 했다.
2010년과 2011년 프랑스의 FHM 잡지에서 "세계에서 가장 섹시한 여성" 투표를 한 적이 있는데, 구독자들이 100여명의 후보들 중 알리제를 뽑았었다. 프랑스에서 진행된 투표이기는 하나 알리제 데뷔는 10년이 넘었고 공백기를 가졌는데도 불구하고 여전히 알리제가 회자된다는것은 알리제가 프랑스 사회에 있어서 어떤 상징인지를 보여준다.
2012년 이후로 알리제는 잡지와 언론에 자주 노출되었고 2013년 1월 2일판 프랑스의 Inked 잡지에서는 새 앨범의 커버와 프랑스의 사진작가 쥴리앙 라쇼세가 촬영한 피에 젖어 수갑을 찬 펑크 공주의 사진을 게시하기도 하였다. 이거 사진도 올리고 싶은데 위키백과에 사진을 어떻게 올리나? 2013년에 알리제는 그녀의 친구 존 갈리아노의 초청으로 파리 패션위크 2013에 게스트로 참석하였다.
2014년 3월에 L'Grand Prix d l'e-Réputation에서 발행한 조사에서도 알리제는 프랑스 역대 가장 영향력있는 여성 아티스트 4위에 등극하였다.
월드 팝의 상징으로서 알리제의 J'en Ai Marre 공연은 게임에도 등장하게 되는데, MMORPG 월드 오브 워크래프트의 여성 나이트엘프의 춤으로 등장, 리그오브레전드에서 챔피언 애쉬의 춤, 길드워에서 여성 레인져와 프로스트 아쳐의 춤으로 등장한다.

## 업적과 유산
알리제는 데뷔하자마자 팝 문화의 아이콘으로 등극했다. 근데 원래 팝 아이콘이란게 혜성같이 등장하는 가수들을 지칭하는거라 그리 놀라운건 아니다. 어쨋든 언론에서는 "17세의 나이로 등장해서 "유로팝의 여왕"으로 세계적인 성공을 거두고 새천년 유로팝의 재림을 가능케한 21세기 가장 뜨거운 여성 보컬들중 하나이다 ... 알리제는 막대한 재산을 거머쥔 경험과 로리타로서의 순수함을 동시에 일구어냈다." 라고 표현하였다.

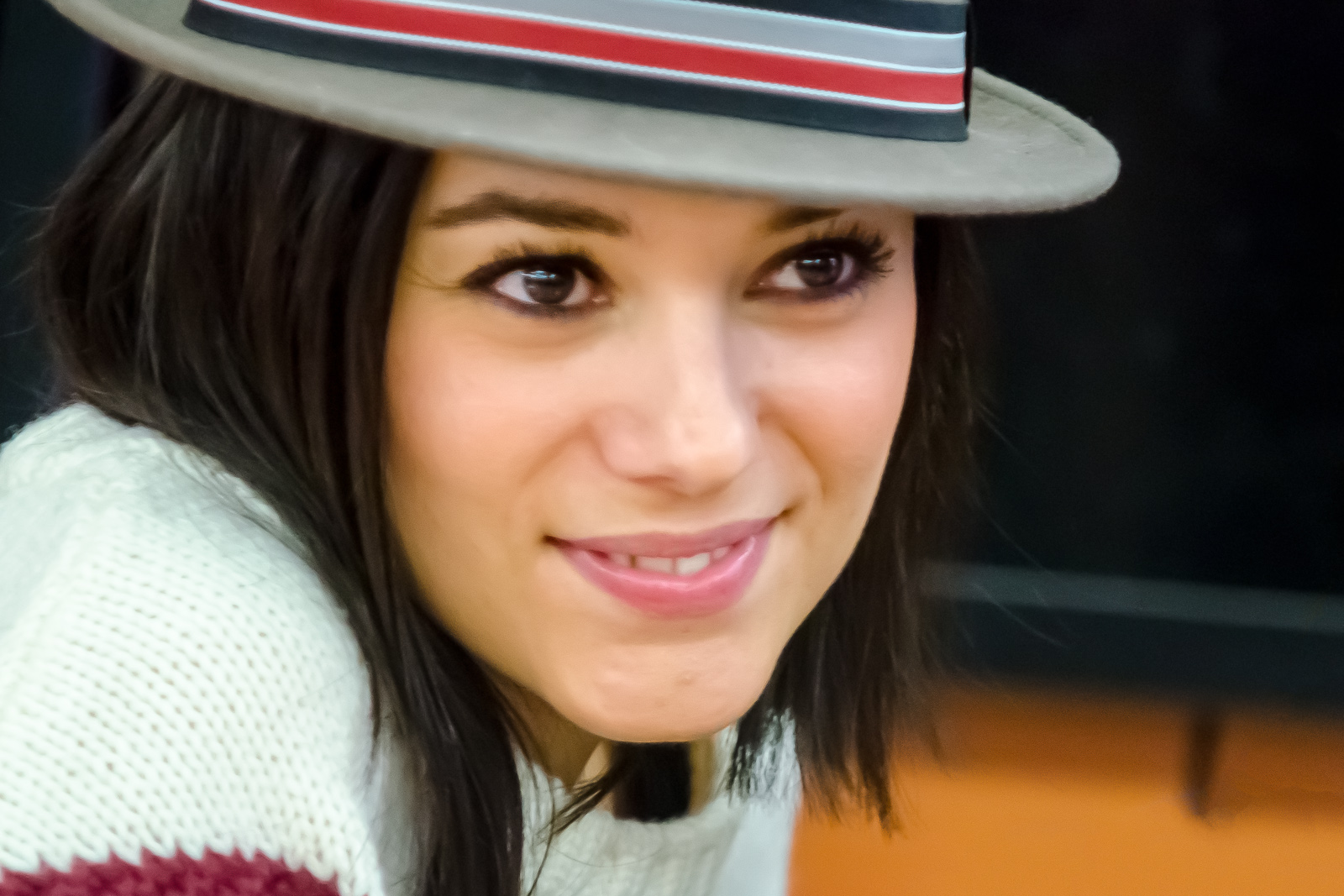
알리제, 2013년 포이티어에서 사인회

데뷔 앨범 구르망디즈는 첫 세달만에 프랑스에서만  700,000장, 유럽에서는 1,000,000장이 판매되었다. 2000년에 알리제는 M6 어워드를 수상하였고, 2001년 초에는 프랑스어의 부활을 공로로 NRJ 음악 어워즈를 수상했다. 또한 알리제는 Victoires de la Musique와 비슷한 카테고리로 분류된다. 2002년에 알리제는 최고의 프랑스 가수로서 월드 뮤직 어워드를 수상하였다 (전 세계적으로 앨범 4백만장 이상이 팔렸다).
알리제는 "Moi... Lolita"로 프랑스 역사상 31번째로 많이 팔린 싱글 음악에 이름을 올렸고 다른 두개의 싱글로 프랑스 2000년대 탑 싱글 100곡과 프랑스 역사상 가장 많이 팔린 싱글에도 이름을 올렸다. 같은 해에 Le Figaro 신문에서는 밀렌 파르메르와 부토나의 협력 덕분에 알리제가 1천만 40 유로의 수입을 올리면서 올해 최고의 프랑스 음악 판매자라고 발표했다. 2007년 11월 19일 공개된 마드모아젤 쥴리에타 비디오는 MTV 라틴 아메리카 채널에서 가장 흥행한 150대 비디오중 138위에 들어섰다.
아직까지도 알리제의 Moi... Lolita는 알리제의 가장 유명한 싱글로 남아있다. 이 음악을 통해 알리제는 전 세계적 센세이션을 일으키고 프랑스의 집착이 되었으며 하나의 열풍이 되었다. 알리제는 굉장히 빠른속도로 유명해졌는데, 언론에서는 "로리타중 가장 유명한 여자" 라고 평한다. 오늘날에도 알리제는 프랑스에서 가장 많은 음반을 수출한 가수이다.

### 비평
뜨거운 마케팅과 상업적 성공에도 불구하고, 알리제의 첫 싱글 Moi... Lolita는 복합적인 비평가들의 반응을 마주하게 된다. 몇 비평가들은 알리제와 밀렌 파르메르의 비슷한 스타일이 너무나도 충격적이라고 했다. 몇몇은 알리제가 "섹시하게 보이는데만 열중한다"면서 로리타라는 이미지 자체가 그녀의 노래 실력을 가렸다고 말하고 알리제의 선충적인 인기에도 불구하고 선정적인 이미지를 비판하였다. 반면에 알리제의 음악이 "전면적이고, 분위기있는 발라드"이며 "그 멜로디는 너무나도 반짝이며 이끌린다" 라고 호평하며 알리제가 "다른 팝 가수보다 감정을 더 많이 짜낼 수 있다"고 평가하는 평론가도 많았다. 알리제의 세 앨범에서는 유행스러운 팝 선율부터 영혼이 담긴 발라드까지 다양한 장르의 노래를 담고있다. Radio France Internationale은 그 주의 CD로 구르망디즈를 선보이며 이렇게 표현했다:
Gourmandises의 10개 데뷔곡은 모두 실력있는 작곡가 파머의 능숙한 제조물이다. 달콤한 시럽같은 팝 디티가 실키 신스, 바이올린 및 테크노 박동으로 포장되어 꾸며져 있으며, 알리제의 섹시하게 반복적인 L'Alize의 성공으로 판단할 때, 이는 파머 팀의 성공 레시피와도 같다.
... Gourmandises는 프랑스어로 사탕이라는 뜻인데, 프랑스 팝 공주 알리제의 데뷔 앨범으로 완벽하다. 아니스 공처럼, 팝 음악과 발라드의 믹스는 즐겁고 일관성이 있지만, 동시에 너무 모험적이지도 않았다. 프랑스 가사는 어떤이들에게는 앨범을 약간 손상시킬 수도 있지만 인기있는 노래와 가사는 평균 영어 사용자들에게도 팝의 보편적 언어가 무엇인지 보여준다.
... 16살이된 알리제는 프랑스의 십대 여왕 현상에 대한 대답이다. 다만 알리제에게는 주목할만한 예외가 있다: 그녀는 진짜로 재능을 가지고 있다는 것...
최근에는 비평가들도 알리제의 성숙해지는 이미지와 스타일, 완전히 고전적인 음으로 가득찬 음악과 매혹적인 목소리를 칭찬한다. 그들과 프랑스인들은 어떻게 "로리타"가 21세기의 시작을 알리며 등장하였고, 그 로리타가 시간이 지나며 성숙해지고 성취를 이루는지, 모든 과정을 지켜 볼 기회가 있었음에 감사하라.

## 다른 사업

### 박애주의
알리제는 레장푸아레를 통해 열정적으로 자선사업에 임하고 있다. 레장푸아레에서는 프랑스 유명인들이 모여서 매년 기금을 모으기 위해 콘서트를 연다. 이 콘서트의 수익금은 Les Restaurants du Coeur에 기증된다. 이 단체는 프랑스 코미디언 콜루시가 만들었는데, 가난한 인구에 식량은 원조해준다. 알리제는 이 콘서트에 2001년, 2002년, 2013년에 참가했었다.
2011년에 알리제는 Collectif Paris-Africa의 멤버가 되어서 아프리카의 기아를 해결하기 위해 도왔다.  Collectif Paris-Africa pour l'UNICEF를 위해서 다른 60명의 아티스트들과 함께 Des ricochets 앨범을 녹음하였다.

## 작품

### 음반 목록
정규 앨범
- Gourmandises (2000) (구르망디즈 - 달콤한것들)
- Mes Courants Électriques (2003) (메 쿠랑즈 엘레트리끄 - 나의 전류)
- Psychédélices (2007) (씨케델리스 - 환각제)
- Une enfant du siècle (2010) (운 앙팡 듀 시에클레 - 세기의 아이)
- 5 (2013) (쌍크)
- Blonde (2014) (블론드 - 금발)

### 댄스

#### 댄스 쇼
- Danse avec les stars season 4 (2013) (당스 아베크 레 스타 - 스타와 함께 댄스)
- La danse fait son show (2014) (레 당스 페 통 슈 - 춤은 쇼를 만든다)

#### 댄스 투어
- Danse avec les stars Tour (2013-2014)
- Danse avec les stars Tour (2014-2015)
- Danse avec les stars Tour (2016)
- Danse avec les stars Tour (2017)

### 그외
- Les Enfoires (2001, 2002, 2008–2013)
- Des ricochets (2011) with Collectif Paris-Africa
- Clara veut la Lune (2012) with Alain Chamfort
- Dear Darlin' (2013) with Olly Murs
- Mon petit doigt m'a dit (2013) with Guillaume Aldebert (fr)
- Le Tourbillon (2013) with Tal

### 텔레비젼
- 2013 : Danse avec les stars saison 4 :  그레고리 리요넷과 함께 참가 및 우승(TF1)
- 2014 : Les stars chantent Disney : 애니메이터 및 가수 (W9)
- 2015 : Nos chers voisins : 안나, 아멜리에의 보모(TF1)
- 2016 : SuperKids : 배심원 (M6 puis W9)
- 2016 : Le Meilleur Pâtissier : 후보 및 우승자(M6)
- 2017 : 3 jours dans les pas d'un berger : 참가자(|C8)

### 성우 더빙

#### 영화
- 2015 : Clochette et la Créature légendaire : Nyx[65]

### 라이브 공연

#### 가수
- En concert (2003–2004)
- Psychédélices Tour (2008–2009)

#### DJ
2010년부터 Alizée는 프랑스와 벨기에를 포함한 유럽 여러 지역에서 DJ로 일련의 행사를 진행해왔다.
- Alizée DJ-Set (2010년부터)

## 수상 경력
알리제는 경력을 통틀어서 전 세계에서 다양한 수상과 후보 지명, 상을 받아왔고 그 예로는 다음이 있다:
| 국가   | 타이틀                                                                   | 년도 |
| 프랑스 | SACEM 빈센트 스코토 상                                                   | 2002 |
| 프랑스 | Collectivité territoriale de Corse Médaille de Ajaccio (아작시오의 메달) | 2013 |
| 프랑스 | Danse avec les Stars 우승 트로피                                         | 2013 |

| 국가   | 수상                    | 수상 횟수 | 후보지명 횟수 |
| ------ | ----------------------- | --------- | ------------- |
| 국제   | World Music Awards      | 1         | 2             |
| 프랑스 | Victoires de la musique |           | 1             |
| 프랑스 | NRJ Music Awards        | 2         | 1             |
| 프랑스 | La Chanson de l'année   |           | 2             |
| 영국   | NME Awards              | 1         |               |
| 러시아 | Hit FM Awards           | 1         |               |
| 멕시코 | Lunas del Auditorio     | 1         |               |

## 갤러리

### 공연

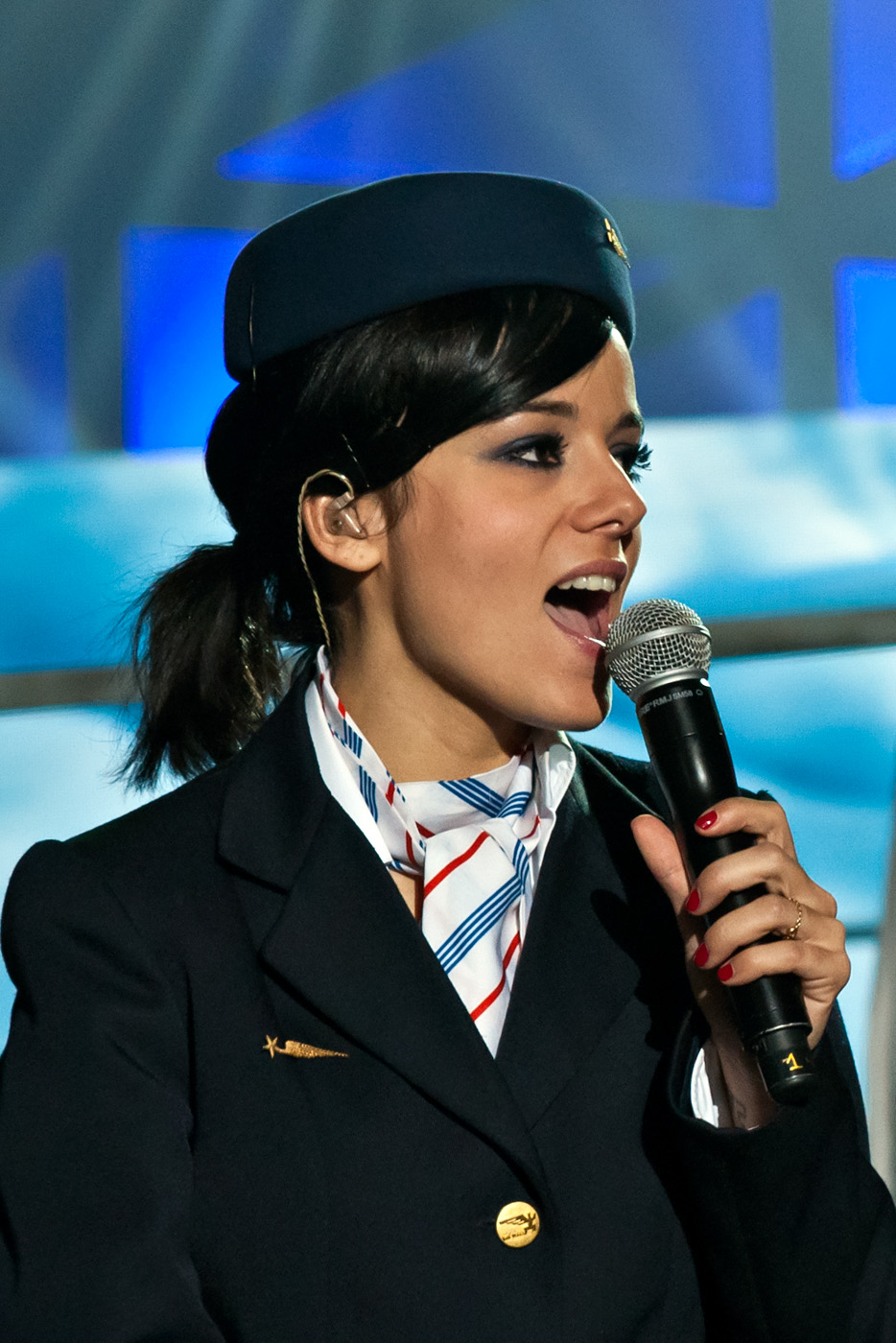
레쟝푸아르 2012 알리제
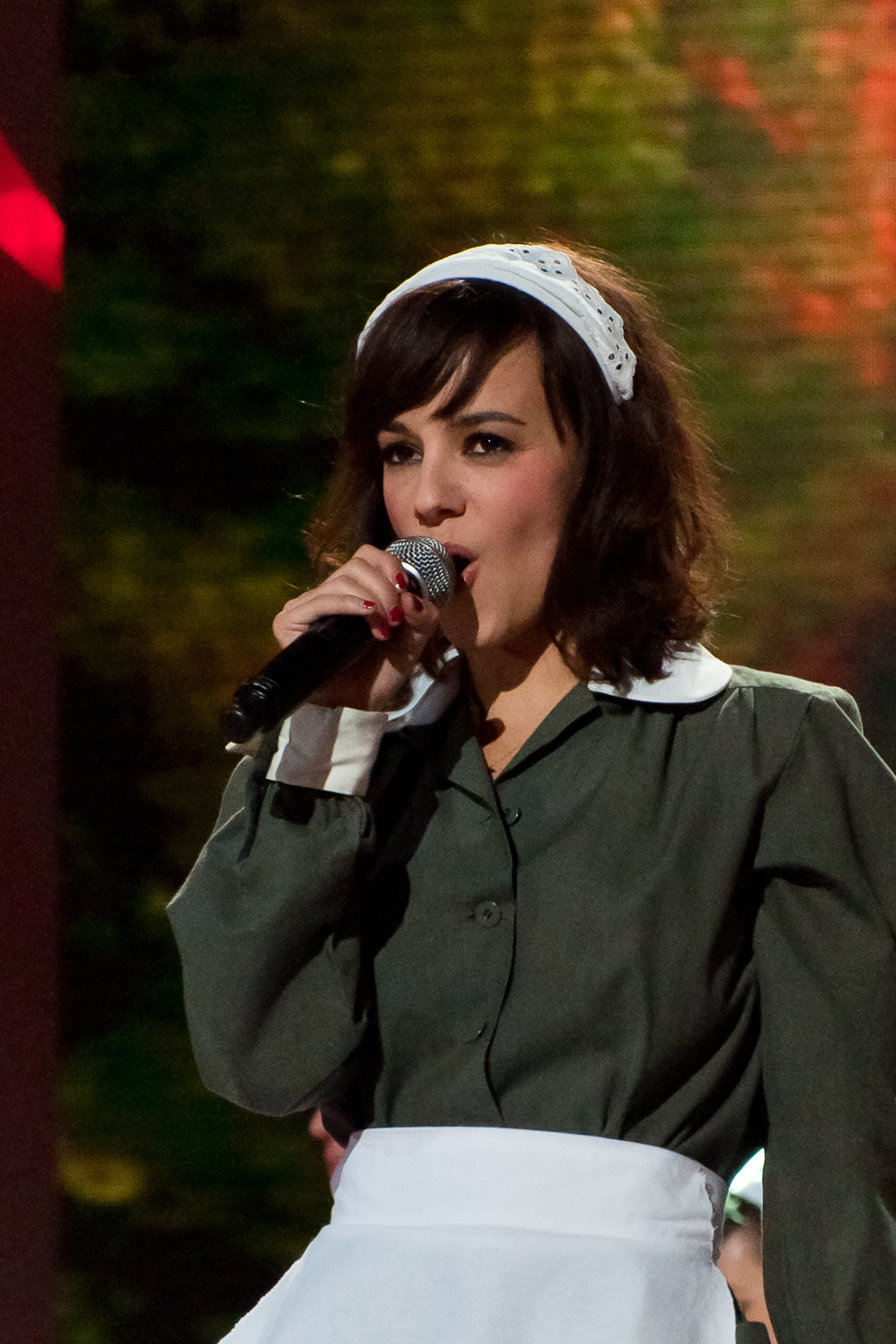
레쟝푸아르 2011 알리제
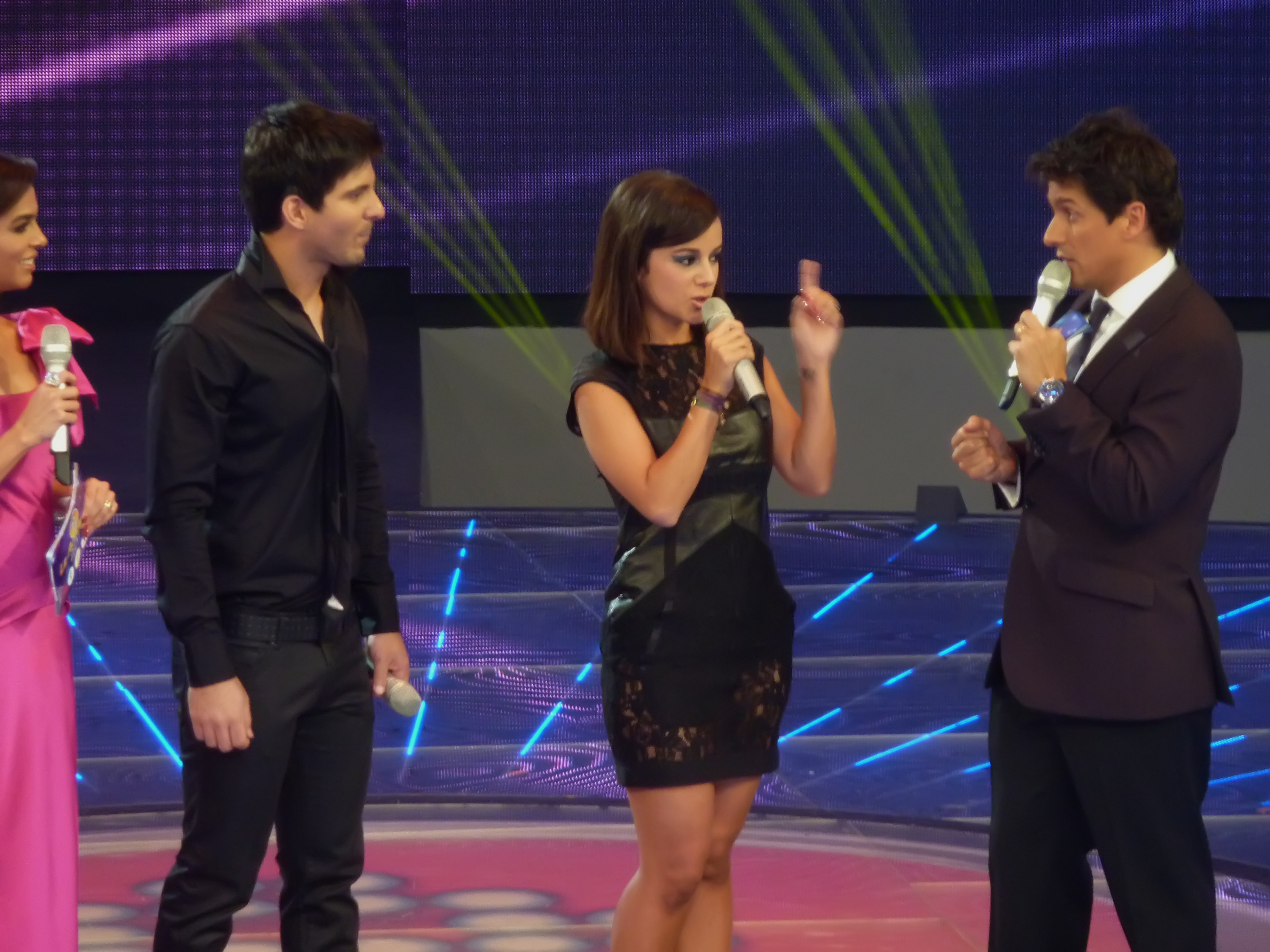
알리제, 라 아카데이아에서
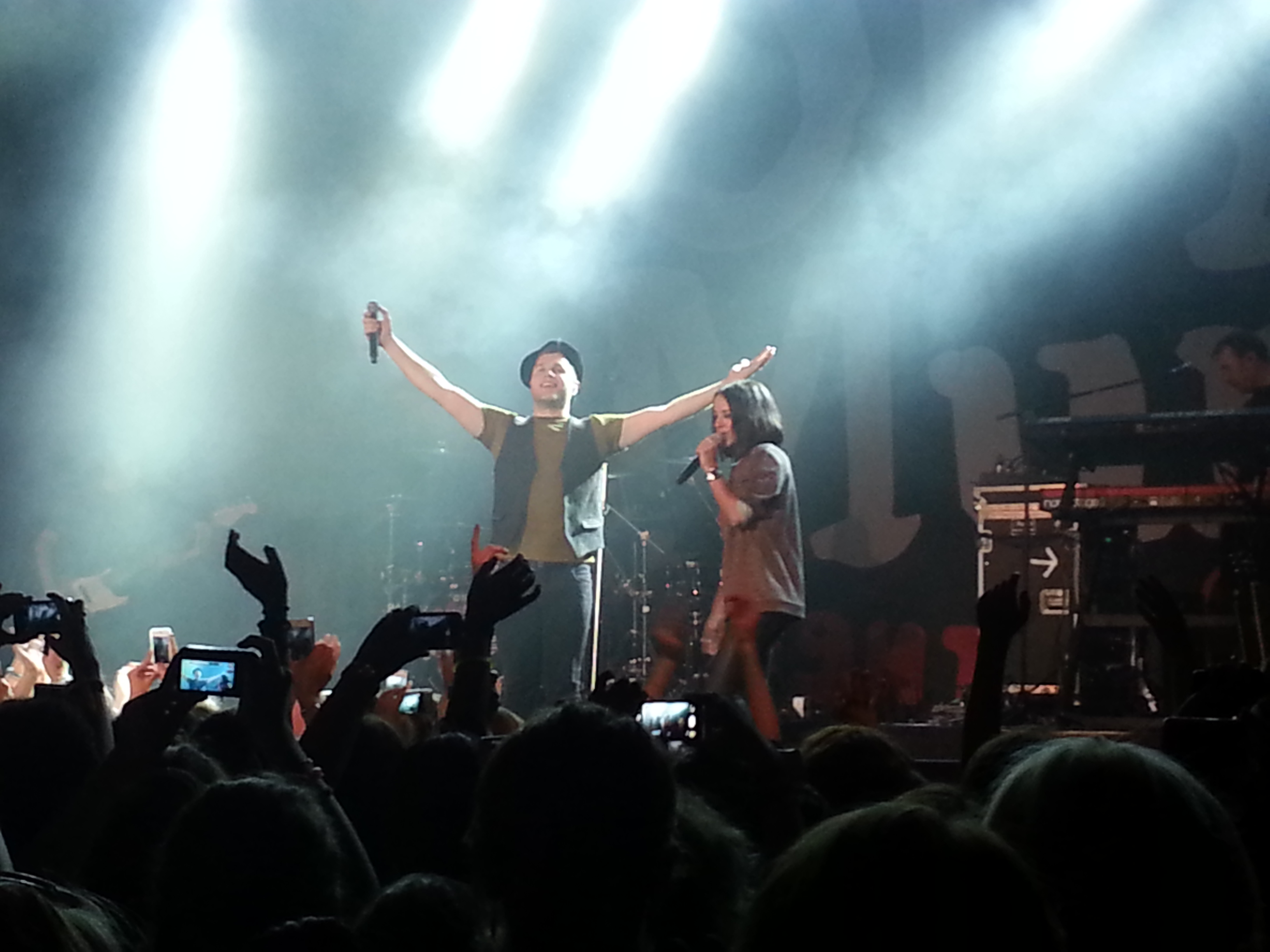
올리 머스와 함께 Dear Darlin을 부르는 알리제
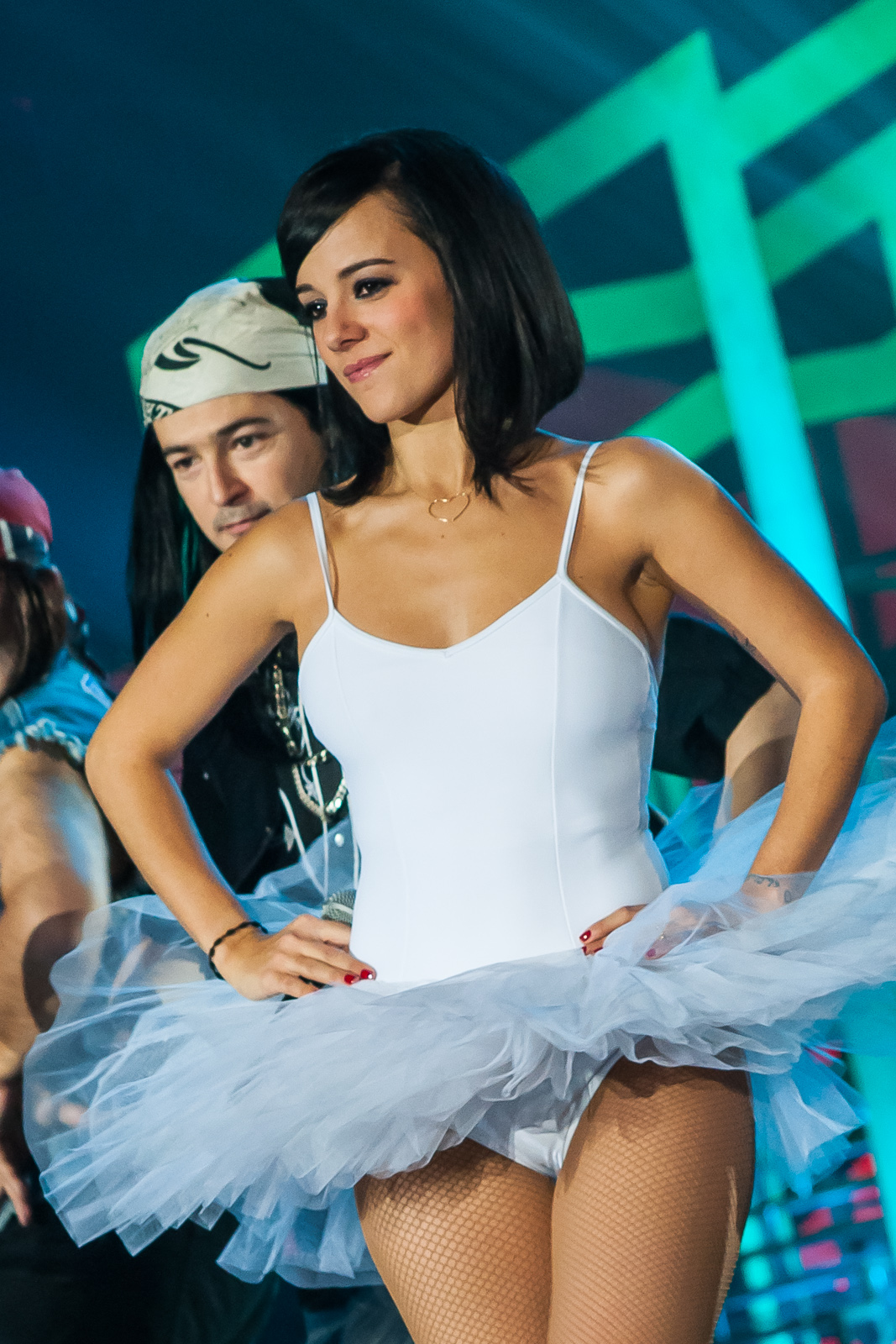
알리제, 레쟝푸아르 리옹
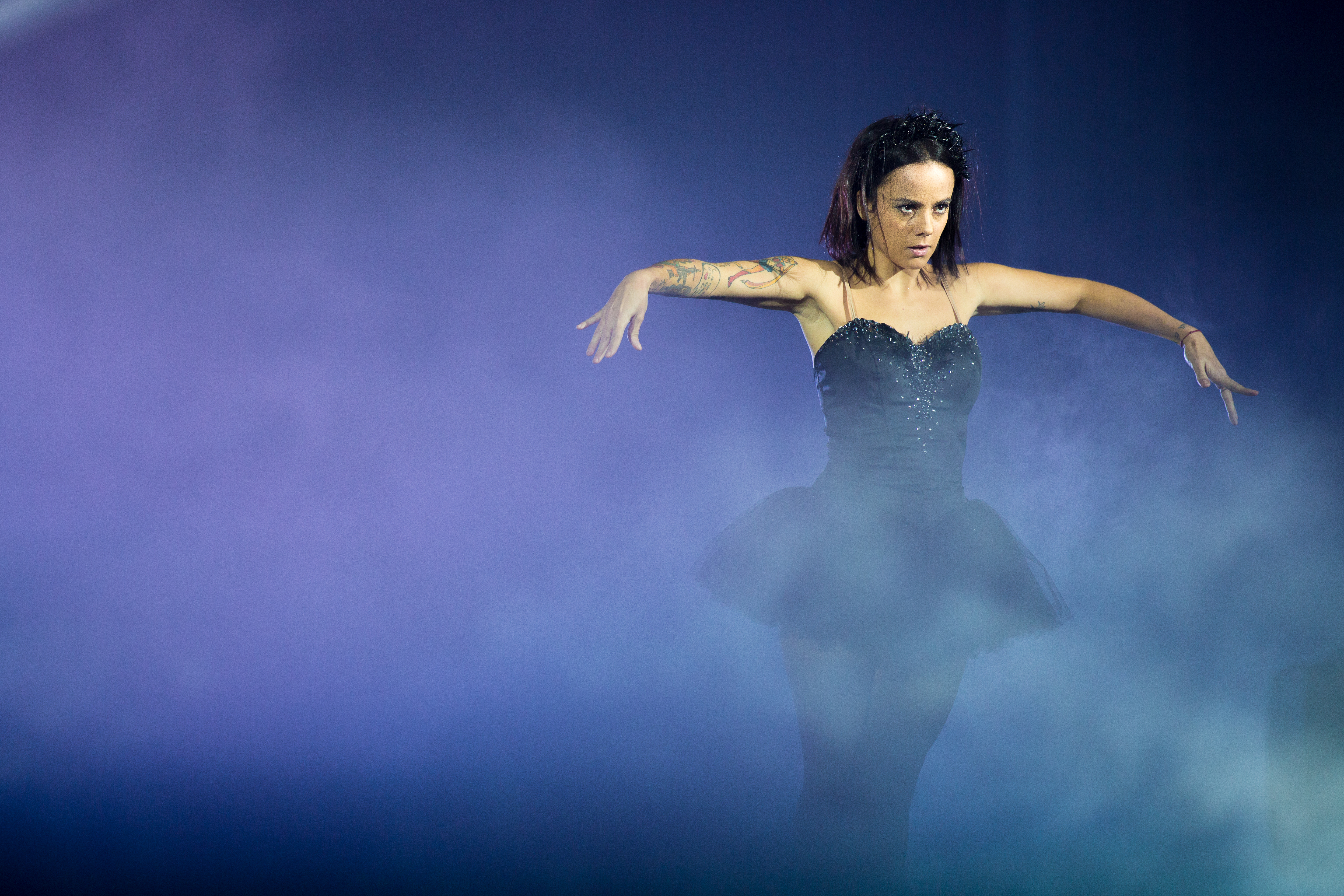
알리제, 2014 당스 아바클레 스타
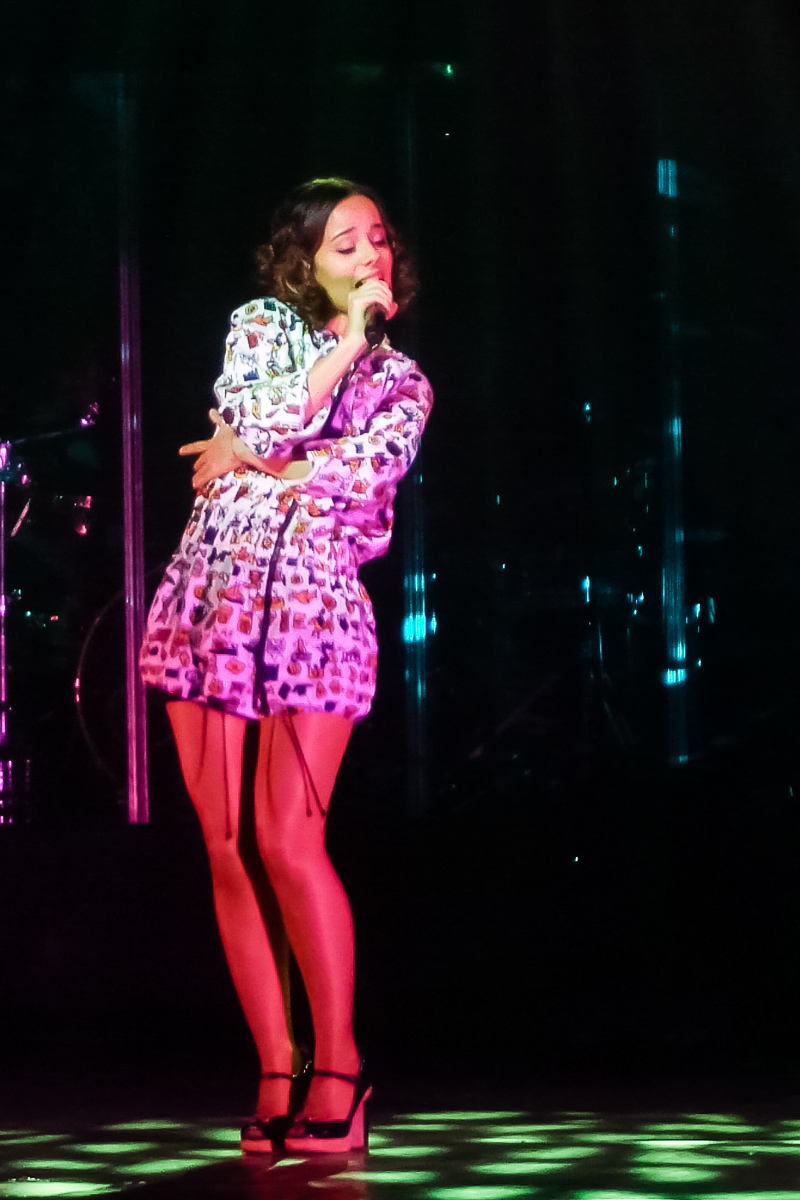
알리제, 모스크바에서 씨케델리끄 콘서트
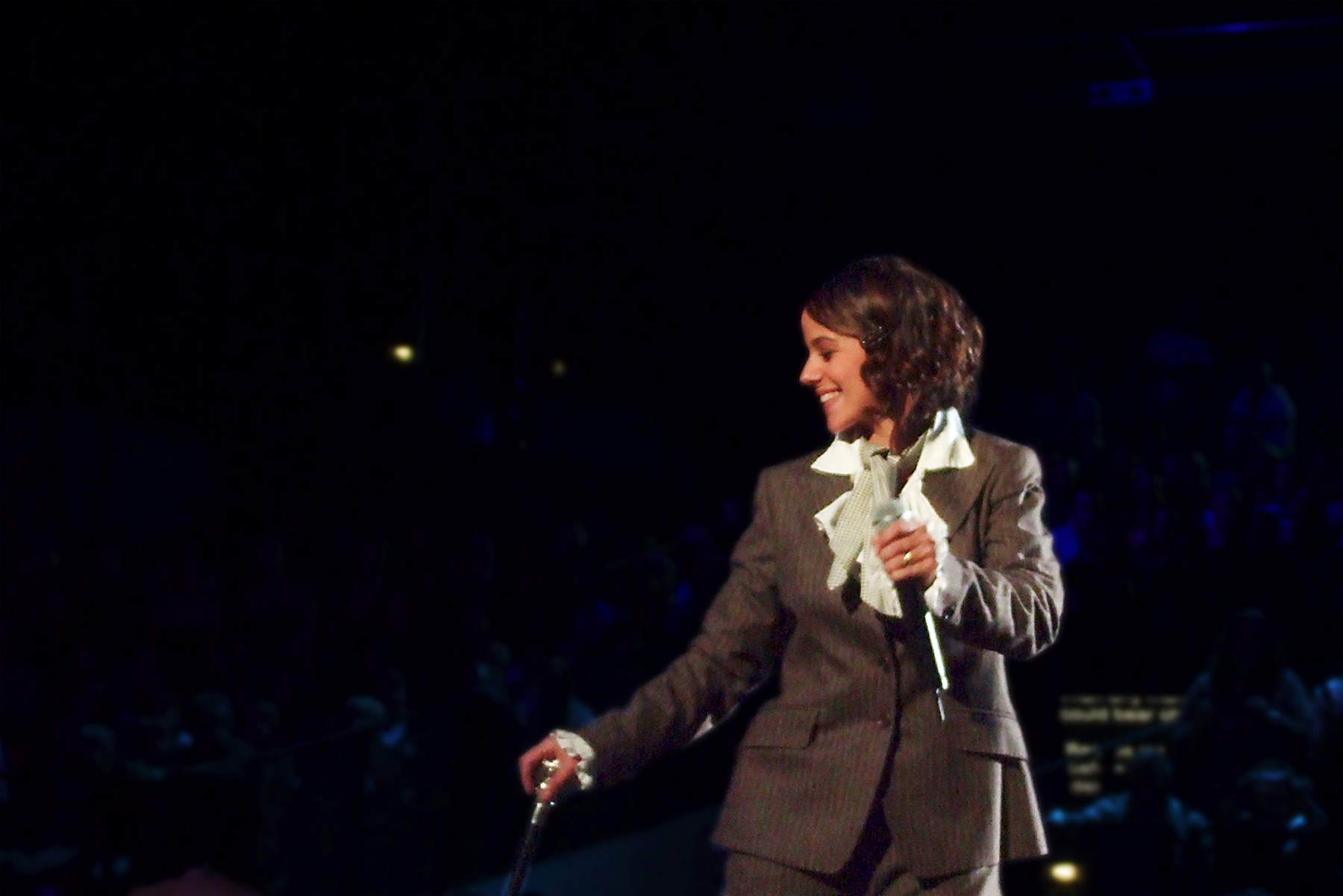
알리제, 2008 레장푸아르, 스트라스부르에서
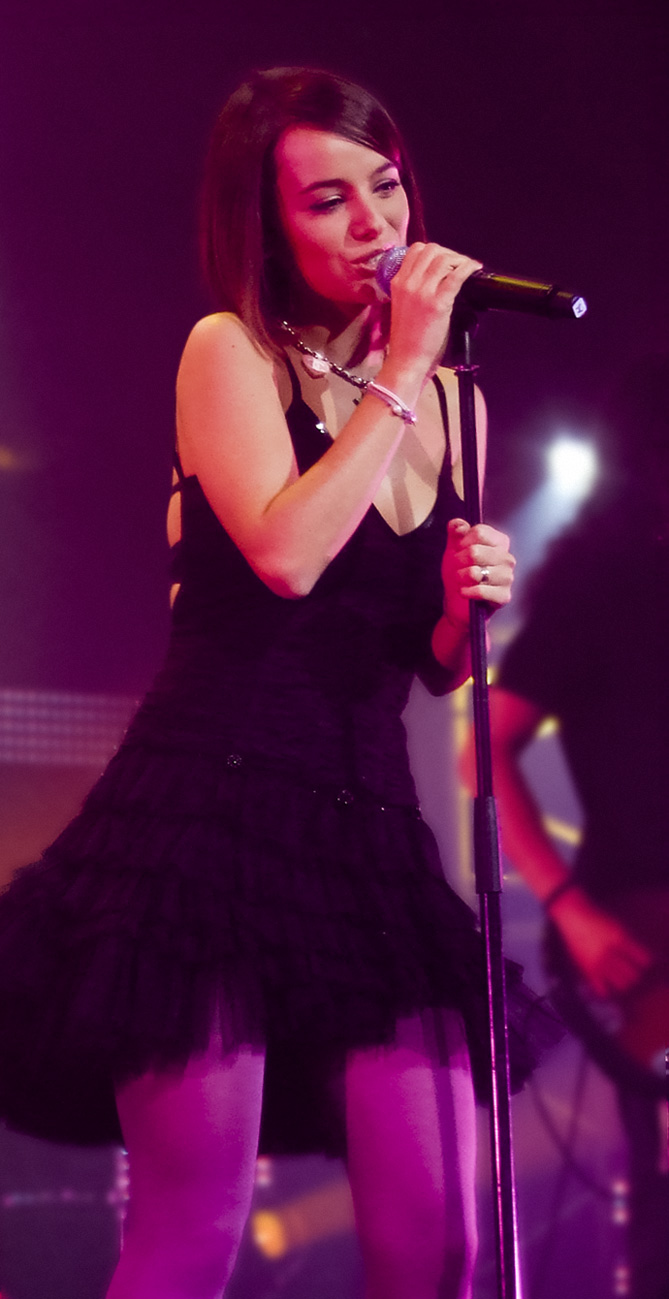
알리제, 스트라스부르 2008
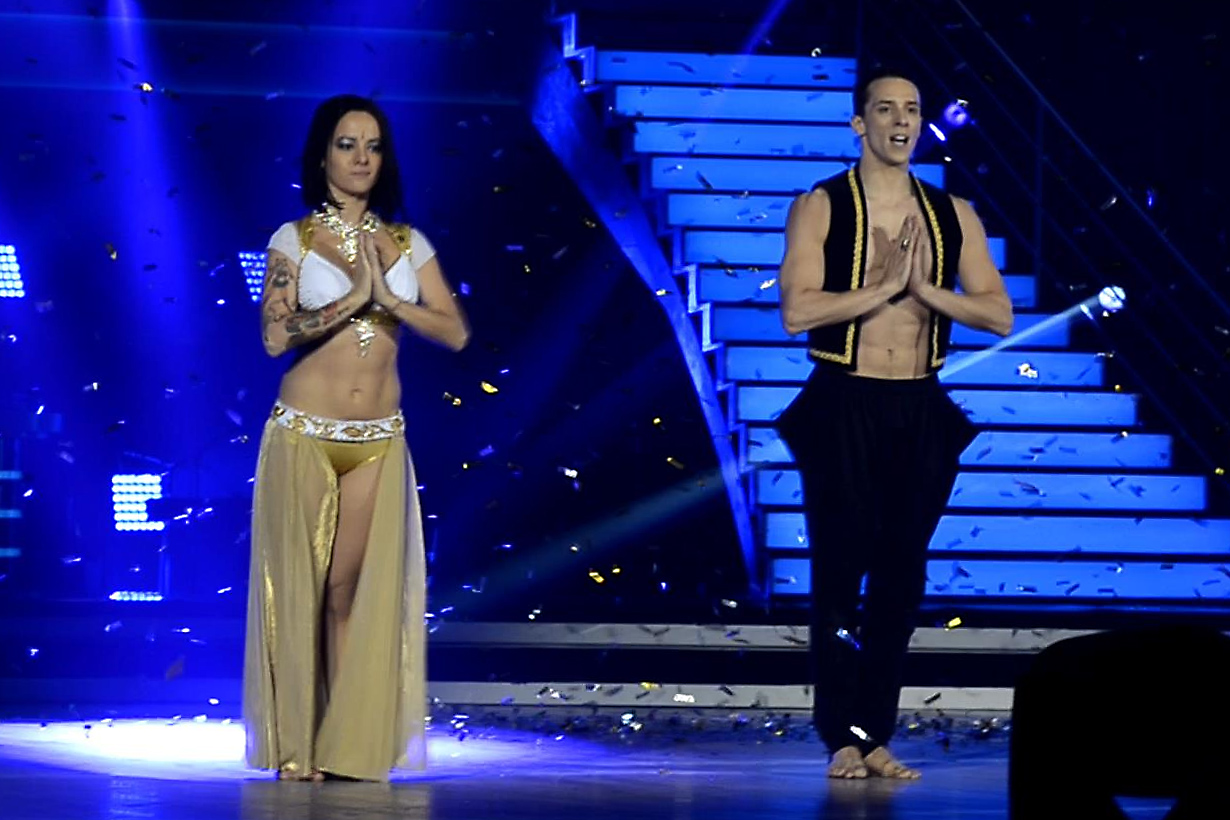
알리제, 리요넷과 함께 발리우드 댄스 공연, 당스 아바끌레 스타 투르

### 앨범과 사인

Alizee
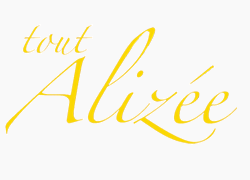
Tout Alizee
Alizee 사인
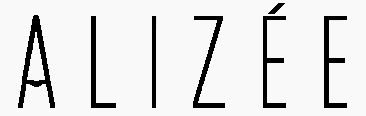
알리제 2012 로고
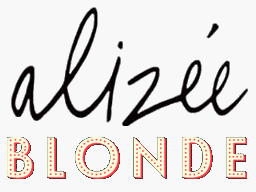
알리제 블롱드 로고
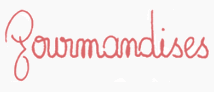
알리제 구르망디즈 로고
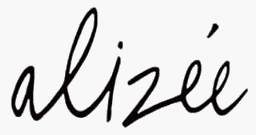
알리제 로고 2014
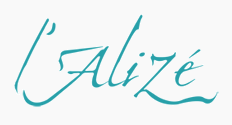
L'Alize 로고
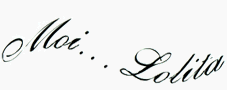
알리제 Moi Lolita
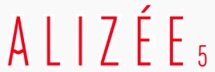
Alizee 5
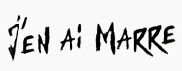
J'en Ai Marre
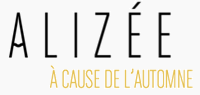
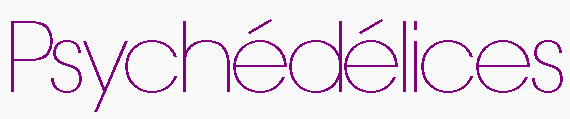
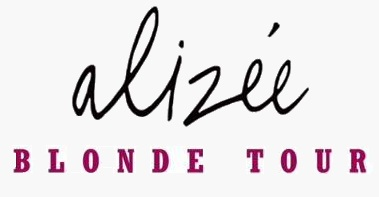